# ゴーゴー!ゴジラッ!!マツイくん
『ゴーゴー!ゴジラッ!!マツイくん』は、河合じゅんじによる野球漫画。『かっとばせ!キヨハラくん』の続編にあたる。同作と同じ『月刊コロコロコミック』で、1994年9月号から2003年3月号まで連載された。2016年の『コロコロアニキ』の6号から2021年春号まで『かっとばせ!キヨハラくん』に代わって復活し、年数や登場する選手も掲載時に合わせてある。
単行本は、コロコロ版が全11巻。コロコロアニキ版は単行本化はされていない。

## 概要
主役を前作のキヨハラから松井秀喜をモデルとしたパロディキャラクター「マツイ」に変更し、相棒のクワタと共に、毎回珍騒動を起こす一話完結型のギャグ漫画。舞台となるチームは西部からカイアンツへと移行し、前作の登場人物も引き続き登場する。ギャグ漫画ゆえに試合はハチャメチャな展開が多く、オフシーズンには野球に関係ないことをしている。作中での優勝チームやタイトル獲得や選手の移籍引退オールスター出場選手チームの監督交代などは概ね現実に合わせてあるが、中には現実に反したこと もある。
作中の年数と季節は掲載時（1994年 - 2002年、2016年 - 2020年）に合わせてあり、日本シリーズやオールスターなど風物詩の話も描かれた。また、イチローや松坂大輔など当時新しく出てきた選手達のパロディキャラクターも多数登場しており、マツイとの対決が描かれた。単行本は全11巻。『コロコロアニキ』版は単行本化されていない。2002年のオフに現実の松井が巨人を退団し、メジャーに移籍することが決まったため作中でも反映されて連載終了となり、そのまま次作品の『モリモリッ!ばんちょー!!キヨハラくん』に引き継がれている。
主人公・マツイヒデキは1回だけ『星のカービィ デデデでプププなものがたり』に登場したことがある。
『コロコロアニキ』版では、『かっとばせ!キヨハラくん』が当初は連載されていたが、キヨハラのモデルとなった清原和博の覚醒剤取締法違反事件により4号で終了となり、6号から今作が連載された。また、登場人物の名前は前作ではカタカナにしただけだったが、今作では主役であるマツイとクワタ以外は現実の名前をひねった違う名前に変更された。コロコロアニキの休刊に伴い、2021年春号限りを以って連載終了した。

## 前作との比較
前作の『かっとばせ!キヨハラくん』に見られたマニアックな野球知識が取り入れられることが少なくなった一方、以下のようなパターンが多用された。
- マツイの超人的な能力（怪力、大食い、火を吐くなど）
- ノムラ監督の嫌がらせとホシノ監督の闘争心
- クワタの金儲け（反面、「キヨハラくん」時代に多く見られた第三者への嫌がらせ行為は本作ではほぼしなくなっている）
- 宇宙人・半魚人などの異生物との交流戦
- 他チーム選手のカイアンツ移籍（連載当時、現実のプロ野球では他球団の主力選手の巨人移籍が相次いだ）
- 下ネタの増加
- マツイと当時新しく出てきたスターたち（マツザカ、いちろう、タカハシヨシノブなど）との対決
- 現実に反した優勝やオールスター出場タイトル獲得及び争い
- カイアンツのリーグ戦での苦戦（現実の巨人は、長嶋監督の時は優勝をよく逃していた）
- キヨハラ加入前はマツイが不幸な目や振り回される役回りが多かったが、キヨハラ加入後はキヨハラが主役の回が多くなり、不幸な目に遭うことが多い
- 『コロコロアニキ』版では、低迷するカイアンツのテコ入れとして、マツイとクワタが何らかの形で絡んできて珍騒動を起こす

## 球団名（モデルとなった球団）

### セント・リーグ（セントラル・リーグ）
- 東京カイアンツ（読売ジャイアンツ）
- ヤグルトスパローズ（ヤクルトスワローズ）
- 中日（ちゅうにち→ちゅうじつ）ドラポンズ（中日ドラゴンズ）
- 板神タイガンス（阪神タイガース）
- 広島カーブ（広島東洋カープ）
- 横浜ベイスダーズ→横浜ペイスターズ→ndaペイスターズ（横浜ベイスターズ→横浜DeNAベイスターズ）

### パッパ・リーグ（パシフィック・リーグ）
- 西部ライアンズ（西武ライオンズ）
- 近鉄バッパローズ（近鉄バファローズ→大阪近鉄バファローズ）
- 福岡タイエーハークス（福岡ダイエーホークス）
- 千葉ロッテモリーンズ（千葉ロッテマリーンズ）
- 日ハムファイタンズ（日本ハムファイターズ）
- オラックス・ブリーウェーブ→オラックス・ブルーウェープ（オリックス・ブルーウェーブ）
- （『コロコロアニキ』版のみ）オラックス・ババローズ（オリックス・バファローズ）、楽ちんイークルス（東北楽天イーグルス）、ゾフトハンクハークス（福岡ソフトバンクホークス）

### アメリカ球団
- シアトル・マルナーズ（シアトル・マリナーズ）
- コロラド・ラッキーズ（コロラド・ロッキーズ）
- ニューヨーク・ヨンキース（ニューヨーク・ヤンキース）
- ロサンゼルス・ドシャース（ロサンゼルス・ドジャース）
- ニューヨーク・マッツ（ニューヨーク・メッツ）
- シカゴ・コブス（シカゴ・カブス）
- ボストン・ラッドソックス（ボストン・レッドソックス）
- サンフランシスコ・カイアンツ（サンフランシスコ・ジャイアンツ）
- デトロイト・タイガンス（デトロイト・タイガース）
- ロサンゼルス・エンガルス（ロサンゼルス・エンゼルス）
- ヒューストン・アストラズ（ヒューストン・アストロズ）

## 球場名（モデルとなった球場）

### セ・リーグ
- 東京ドーム
- 珍宮球場（神宮球場）
- ナゴヤ球場
- ナゴヤドーム
- 甲四園球場（甲子園球場）
- 広島ケンミン球場（広島市民球場）
- 横はばスタジアム（横浜スタジアム）

### パ・リーグ
- 西部球場→西部ドーム（西武球場→西武ドーム）
- 大阪ドーム
- 福岡ドーム
- クリーンスタジアム神戸（グリーンスタジアム神戸）
- 東京ドーム
- 千葉マリンスタジアム

### その他の球場
- 松山おぼっちゃまスタジアム（松山坊っちゃんスタジアム）
- ヨンキースタジアム（ヤンキースタジアム）
- ドシャー・スタジアム（ドジャー・スタジアム）

## 登場人物（モデルとなった人）

### 主要人物
マツイヒデキ（松井秀喜）
主人公。外野手。通称：ゴジラマツイ。前作では終盤に新キャラクターとして登場した。主役の座をキヨハラから奪い取るなど、圧倒的なキャラ性を発揮している。当初は容姿以外はまともだったが、次第に明らかに常人とは違う怪物ぶりを発揮するようになった。初期は普通にしゃべっていたが、4巻あたりからは段々と口数が少なくなった（怒ると「うが〜」などという奇声を発することも）。ただし、続編のキヨハラくんで再登場した時は、ウエハラやキヨハラに普通に話しかけていた。また、初期ではその強面が原因で登場するたびにノムラやオチアイが失禁するほど周囲が威圧されるのが定番のパターンとなっていたが、次第にそのような描写は見られなくなった。
現実の松井は人格面が評価されることが多いが、作中では、以下のように問題児として描かれることが多い。
普段は温厚だが、食事の邪魔をされたり、音楽ではギターの音を外したりするなどすると人格が変わる。ほとんど食べることしか頭に無い。特に牛が好物で、何匹も丸ごと食べられるほどだが、好き嫌いは特にないらしい。アナコンダ、イグアナ、マンモス、はがき、おぼん、皿など、何でも食べる。西部のマツザカを新種の松阪牛と思い込み、一時期食べてしまおうと狙っていたことがある。（クワタ曰く）一般人とは味覚が違うらしく、ノムラとホシノが用意したタバスコや胡椒などを混ぜた激辛クリスマスケーキを普通に食べていた。
ホームランバッターであり、ホームランは東京ドームの天井をぶち抜くほどの威力を持つ。1997年はシーズン100本塁打 を放った。バッティング技術に関してはさまざまなバリエーションのフォームを持っており、バットを尻、鼻、耳の穴に突っ込んで打つ「尻打ち」、「鼻打ち」、「耳打ち」、頭で打つ「ヘッドバット」、バットの着ぐるみを着た状態で体全身で球を打つ「人間バット」、超能力で打つ「念力打ち」、さらに熟睡した状態から寝返りでホームランやセンター返しが打てる（本作が掲載されていた『月刊コロコロコミック』の読者投稿コーナーでは「マツイがまともな打ち方をするのはほとんど無理」と指摘されたことがある）。
劇中で何度か投手になったことがある。しかし、スピードはキャッチャーのムラタの手を何倍にも腫れあがらせるほどの威力を持っており、コントロールも非常に悪く、デッドボールは当たり前である。コロコロアニキ版の2018年では、普通の球になっており、制球力もまともになっている。
股間に衝撃を与えると口から火を吐くという能力を持っており、初期以降次第にその描写がなくなったが、そのかわり辛い物を飲み込むと火を吐くような設定になっている。顔はかなり頑丈であり、危険球を受けてもビクともせずボールの方が真っ二つに割れ、顔を殴られても殴ったほうの腕が折れるほどだが、一方で耳たぶ、鼻の皮膚は非常に柔らかい。カメレオンのような舌を持ち、石頭且つマシンガンが効かない（本人いわく「機関銃は『きかん銃』」）。爆発に巻き込まれて平気でいられる頑丈な体の持ち主。だが、蚊に弱い。現実の松井同様、花粉症に悩まされている。鼻水、涙、大便、屁、尿、汗、爪垢、鼻糞などなど、出す物の量全てが怪物級であり、それらはたびたび周囲に甚大な被害を及ぼす。クワタ曰く「人間だけど人間じゃない」。その頑丈さもあってか、ノムラが和尚の「いぼ寺」での地獄のような修行にも一人持ちこたえていた。
ジジ臭い所があり、マイペース。初期はヨガをして心落ち着かせたり、お茶を飲んで、リラックスをしている光景がよく見られた。クワタと行動することが多く、Wボケをかますなど、茶目っ気のある一面を持つ。かなりの大ボケ。敵の戦略を簡単に信じてしまう純粋な性格。後輩は君付けで呼んでいる。頭を使うことが非常に苦手で漢字が読めない。勉強すると頭が爆発する。しかし作詞・作曲の才能はあり、即興で曲を作るなど器用（ただし、とてつもない音痴で観客の気を失わさせたが、隠し芸大会では逆に感動の嵐に包まれていた）。クワタいわく、音を外す者に異常に厳しいらしい。
怪力の持ち主。一旦寝ぼけたり、酔っ払うと暴れ出して手がつけられなくなる。最強と思われがちだが、牛の山田、モーちゃん1号など、かなわないキャラクターも多く、お地蔵さんの集団と戦って完敗したことがある。
人間離れした嗅覚を持ち、救助犬に時折変身する。そのため、犬の着ぐるみが大好き。
屁を利用して、ケツ話術、ノモやいちろうのマネをしてハトポッポの歌を歌うことが出来る。無人島ではビデオデッキの代わりにもなる。
暗闇になると、所構わず寝てしまう癖がある。裸で寝ていたり、パジャマ姿で背中に剣のアクセサリーを付けた格好で寝ていたことがあった。
ぬいぐるみを集めるのが趣味。ロッカーにたくさんのぬいぐるみを詰めこんでおり、一つ一つに名前をつけ大事にかわいがっている。
女性の趣味も常人と変わっており、40過ぎのふっくらしたオバちゃんタイプ（現実の松井は、後に年下の若い女性と結婚した）、オカマに本気で恋をしたことがある。
新人時代はバレンタインチョコをたくさんもらっていたが、2001年になると一個ももらえず、本気で悲しんでいた。
一族全員が同じ顔をしている。マツイの誕生日に一族全員が集結するほど、団結力がある。
通っていた幼稚園の名前は「ぽんぽこ幼稚園」（年長時はたぬき組）。幼いころから鯉など何でも食べてしまう性格だった。
クワタの魔法で三蔵法師に変身したり、ナガシマの魔法でマンモスに変身したことがある（ノムラの魔法では、すでに怪物だからという理由で唯一変身を免れた）。
2002年、FAでニューヨーク・ヨンキースに移籍。移籍後は大の風呂好きになり、またチームのユニフォームであるタテジマに拘りを持つようになった。
2013年に同作者が描いた「WBCだよ!たなかマーくん」では、二コマだけだがゲスト出演しており、現実ではなしえなかった代表のユニフォームを着ていた。
『コロコロアニキ』版では、4号ではオーダニの箱の「中身はなんだろうゲーム」での中身で登場し、6号から主人公に昇格し、現役を引退したレジェンドとして2016年のオールスターに登場し大暴れした。基本的なことは前作とは特に変わっていなく、超人的な能力は健在だった。ただし、打ち損じて凡フライを打ったことがある。8号では中日のモル監督のクワタの提案で中日の選手になったことがある。2021年冬号ではゾフトハンクとロッデを合わせたユニフォームを着ていた。
背番号は一貫して55。
クワタマスミ（桑田真澄）
前作から引き続き登場し、準主役としてマツイを支える。キヨハラと同じLP学園（PL学園がモデル）出身の同期だったため、よく行動を共にしている。一人称は「ぼく」。
現実の桑田は人格面が評価されることが多いが、作中では、マツイ同様に問題児として描かれることが多い。
マツイと組むことが多く、マツイを影で操っている。悪知恵が働き、解説文によると「騒動の仕掛け人」。しかし前作に比べるとチームメイトに嫌がらせをする回数は減り、球団のために尽くすことが多くなっている。しかしカイアンツの選手でありながらノムラと仲が良く、共謀して悪事をはたらくことがたびたびあった（ただし本当に仲が良いわけではなく、ノムラの嫌がらせに巻き込まれて被害を受けることがあり、また逆にノムラに対して嫌がらせを行うこともあった）。
嫌がらせが減ったかわりに、発明・金儲けをすることが多くなっている。金儲けに命を賭け、本業の野球よりも生きがいを感じている。
変装が大好き。変装のバリエーションに関しては様々なレパートリーを持っており、サッカーのオカダ監督（岡田武史）に化けて、そっくりだと周囲から大笑いをされたことがある。「浪花のあきんど」の格好を一番気に入っている。
野球以外にキャラクターグッズの販売やテレビショッピングの通信販売など、さまざまな副業を手がけており、またさまざまな連盟の会長を兼任している。登場時はその変装にあった名刺（肩書き、通称○○クワタと書かれている）を差し出すのがお約束になっている（「幸せ配達人・ハッピークワタ」、「ワイルド研究家・じゃんぐるクワタ」など）。
どんなボールもホームランにしてしまう「スーパーストロング野球スーツ」、巨大化薬品「デカデーカ」、ラーメン型のタイムマシンなど、「ドクタークワタ（通称:インチキ博士）」の名義でいろいろな発明をした。その中でも特に「デカデーカ」は重宝され、当初は頭部のみだったが、後に全身が巨大化できるように改善された。
前作で愛用していた藁人形はあまり使わなくなっている。ただしその趣味が無くなったわけではなく、ノムラの藁人形の講師としてマツイへ呪いをかけようとしたり、通信販売の商品として藁人形を売りに出していたことがあった。
普通の人よりも霊感に優れている。幽霊と仲良くしたり、「ホームランの神様」との意思疎通が出来る。催眠術、占いも得意。
ノムラの魔法でカニ（唯一しゃべることが出来た）、ナガシマの魔法 でテナガザルに変身したことがある。その後ナガシマの魔法教室で魔法を使えるようになったのだが、相手の体の半分しか消すことが出来ず、モトキが犠牲になってしまった。
マイペースな性格は前作以上。無人島で遭難しても、ノムラに誘拐されても、目の前に巨大な怪獣が現れても、命を失い魂になっても冷静でいる。マツイ、キヨハラを引率して、シーズン中にもかかわらず遊びに出かけ、またキャンプではサボって、3人でぬくぬくコタツに当たっている描写がよく見られた。
イベントでは常に司会業をやっている。
たまに刑事の真似をする（全くの見当違いな推理で、話を余計ややこしくしている）。
マツザカの描き下ろし漫画では頬骨を大きくして尖らせて、回転しながら穴を掘るという芸を持っている。
1995年6月、現実の桑田が選手生命に関わる大怪我を負い、約2年間を棒に振ったが、その期間、漫画では普通に登場していた。ただし怪我の件は一応触れている。完治していない状態でナガシマ監督に登板を告げられたり、また一年の休みから来る夏バテの対策として、にんにく100個、焼肉50人前を食べて太ったことがある。
1999年頃から現実の桑田同様、成績が低迷。登板機会が減り、脇でカイアンツの作戦参謀になって陰から支え、また引っ掻き回したり、副業に徹していることが多くなった。たまに登板してもすぐにノックアウトされるケースが多く、時には一試合で20点を取られ、金魚すくい屋に転身しようと考えていたことがある（ただし2002年は復調。半魚人との野球対決に参加した際は、半魚人が使えるボールを巧みに操って、敵打線をきりきり舞いにさせたことがある）。
漫画では1995年、1997年、2002年以外はオールスターゲームに出場していない。しかし、オールスターの舞台へは毎年、必ず何らかの方法で神出鬼没に登場している。
ノモに対抗して、コロラド・ラッキーズにマツイと共に仮入団したことがある（その11年後、現実の桑田はピッツバーグ・パイレーツにマイナー契約で入団した）。
絶体絶命でんぢゃらすじーさんの前編と後編の冒頭の扉絵に2回くらい登場したことがある。
2013年に同作者が描いた「WBCだよ!たなかマーくん」では、評論家としてゲスト登場し、性格は本作と異なり争い事に否定的で穏やかな性格になっていた。ただし、ラストシーンではスギウチ（杉内俊哉）の背番号18のユニフォームを持って逃走し、ずるい一面も見せた。
『コロコロアニキ』版では、現役を引退したレジェンドとしてマツイと共に2016年のオールスターに登場し大暴れした。性格は前作とは特に変わらず、自分が目立とうとするずる賢い一面を見せた。また、マウンドには上がったが、パ打線に通用せずに滅多打ちにあった。また、『コロコロコミック』時代同様コスプレの姿など着用するシーンがある。4号ではさむらいジャパンのコクホ監督に下剤入りハンバーガーを振舞ったことがある。最終回ではカイアンツの投手コーチに就任しているが、まだレジェンドの姿のままで登場した。
背番号は18。
キヨハラカズヒロ（清原和博）
前作から引き続き登場。通称「キヨちゃん」。以前は西部の選手。一人称は「オレ」。1997年、FAでカイアンツに移籍。元主人公だが西部時代は影が薄く、2巻の登場人物紹介では「…はて、どなた?」と書かれ、存在が忘れられていた。移籍後は登場回数が増え、マツイより話の中心にいることが多く、主要人物に復帰した。
同じLP学園の同期・クワタとは腐れ縁。時にはだまされ、よく嫌がらせを受けていた。しかし不調だった頃は相談に乗ってもらい、力になってくれたこともある。四番候補や新戦力を妬んで、ノムラ監督を加えた3人で悪事をはたらき、またマツイ、モトキ、ヨシノブらを加えたメンバーで行動を共にすることもある。
強がっているが、性根は気が小さい小心者で、相当な怖がり。精神的にもろく、何か起きるとすぐに泣いてしまう。喜怒哀楽が激しい大ボケだが、他のキャラクターに比べればまともなため、次第にツッコミ役が定着していき、終盤では歩きながら物を食べる後輩に注意をするなど、西部時代の彼から想像がつかない場面も見られた。最終話で突然顔のデザイン、人格が変わり、関西弁を話すようになる（プラカードにはイメージチェンジをしたらしい）。
現実の清原同様、カイアンツでは不振で苦しんでいたため、前作以上に扱いが悪く、悲惨な役割が多くなった。移籍初日からナガシマに存在を忘れられていた。その後1999年、怪我で離脱。4番と一塁のレギュラーの座をまるちねすに取られ、控えに甘んじた。また50打席ノーヒットという大失態を犯し、一時団子屋に転進しようとしたこともあった。2000年は開幕2軍だったために、ナガシマからの扱いが酷く、東京ドームの屋根の修復作業をやらされたなど、選手として扱ってもらえない時期があった。2001年から打撃が復活。レギュラーに返り咲いたが、漫画での扱いは変わらない。マツイやクワタの玩具にされ貧乏くじを引き、悲惨な目に遭うという役割が定着していった（終盤のオチ担当と言える）。
清原本人のあだ名は「番長」だが、作中でそう呼ばれたことはなく、初めてそのキャラクターが使われたのは2002年の開幕戦であった（当初はホシノ監督ににらまれ嫌がらせを受けていたが、イメチェン後はすごみを利かせてホシノを黙らせたほどで立場が逆転した）。
1999年 - 2000年はオールスターに出られず。そのショックで1999年は「旅に出る」という書置きを残して姿をくらまし（実際はウグイス嬢に化けて、オールスターに潜りこんでいた）、2000年は裸になってイチからやり直すために、毛を全部そった（髪から眉毛まで）ツルツルの素っ裸なかっこうで登場し、周囲を驚かせた。
2000年結婚。漫画では結婚式メインのストーリーがあった。しかし新婦は式場に到着する前に急病で倒れ、救急車で運ばれるというアクシデントのせいで登場しなかった。それ以降も登場はしていない。
人一倍、4番に拘っている（移籍当初、3番にされたショックから、不振に陥ったとの見方もある）。
クワタの魔法で沙悟浄に変身したり、ナガシマの魔法 でアリクイに変身したことがある。また、ナガシマの魔法教室で魔法が使えるようになったのだが、相手を空中に浮かせるも元に戻すことが出来ず、アベが犠牲になってしまった。
バニーガールの衣装を着ることが多い。
前作でよく利用していた出っ歯はあまり使っていない（ただし、彫刻刀やスコップの代わりに使ったことがある）。
移籍当初はヒロサワとのコンビが多く、ヒロサワ退団後は現実同様モトキとのコンビが多くなった（時には3人トリオで出演していたことも）。
2002年、番長スタイルに変わると同時に丸刈りになった。
作品の流れはそのまま次作品の『モリモリッ!ばんちょー!!キヨハラくん』に引き継がれ、8年ぶりに主役復帰を果たした。
『コロコロアニキ』版の最終回では、マツイが噛んでいる最中に登場した。
背番号は3（西部時代） → 5（カイアンツ移籍後）。
ナガシマ監督（長嶋茂雄）
カイアンツの監督。通称ミスター。一人称は「私」。前作同様、ニコニコ明るくお茶目な能天気キャラ。しかしクワタが起こす騒動に便乗してはしゃいだり、駄々をこねて泣きわめいたりなど、子供っぽい性格が強調されている。奇想天外でやることがめちゃくちゃ。物忘れが激しく、大ボケを通り越した大ボケオヤジ。歳の割に身が軽く、相当な目立ちたがりの派手好き。
その一方で選手のエコヒイキがひどく、優勝のために手段を選ばないという非道で黒い一面を持っている。欲が強く、マツイと共に（ただしマツイはマツザカの肉目的だが）マツザカを入団させようと企んでいた。
永遠のライバルは初期はノムラ監督だったが、後期はオー監督に変わっていた。ただしノムラに嫌がらせを受け、オーとは顔を合わせる度に喧嘩をしている一方で、両者共に何だかんだで仲がいいところもある（戦友とも言える）。
新人時代のヨシノブを必要以上に甘やかし、かわいがっていた。「タカハシ警備隊」という専用のボディガードをつけたほど溺愛していた。ヨシノブのパンツを持っていたことがある。
意外とモテるらしく、バレンタインでは163個ものチョコをもらったことがあるらしい。
お祭り騒ぎが大好き。うれしいことがあれば裸踊りをする趣味があり、それは後任のハラ監督にまでしっかりと受け継がれていた。
立ったまま気絶をすることがたびたびある。
2回ほど、魔法を使ったことがある。1999年に初めて魔法を使うが、当初は入門書を読んだだけで経験不足だったためか、失敗。その後2001年頃から勉強を始め、監督退任後、本物の魔法使いになった。
2001年勇退。後任をハラに譲り一線を退くが、漫画ではその後もたびたび登場していた。
背番号は33（登場時） → 3（2000年以降）。
ノムラ監督（野村克也）→ ノムリャ
当初は強豪ヤグルトの名監督。1999年から弱小板神の監督に就任。通称ノムさん。一人称は「わし」。
作品一の悪役。カイアンツを心の底から憎んでおり、カイアンツ打倒のためなら手段を選ばない。毎回嫌がらせを企み、マツイの無力化・抹殺・自分のチームへ移籍を狙ってカイアンツの邪魔をする。しかし作戦が失敗して大怪我して、そのたびに「もうわるいことしませ〜ん!」と言って、弁解するシーンがお約束になっている。
ぼやきの多い暗い性格だが、強かな一面を持ち、せこい作戦が大好きで、女の子に弱い。ふんどし一枚に頭にパンツをかぶっている姿でパソコンを打つのが好きらしい（本人によると、心が落ち着くらしい）。
変装、発明、金儲けが趣味。同様の趣味を持つクワタと意気投合しており、最早金儲けのパートナー的存在。たびたび組んでは悪事をはたらいている（表面上は普通だが、裏でつながっている関係）。時折クワタが起こす騒動に巻き込まれ被害者になる場合も多く、逆にクワタをだまして陥れる場合もある。キヨハラ、あるいはマツイを加えた3人トリオで登場することが多く、1998年あたりからカイアンツの選手に嫌がらせや邪魔するのも（クワタも含め）ほぼこの3人である。
クワタ同様多才な特技を持っている。催眠術でタカハシヨシノブの精神年齢を85歳に変え、またマツイを除くカイアンツのメンバーを黒魔術で化け物に変えたことがある。
ナガシマを嫌っており、ケンカが多いが、なんだかんだで彼のツッコミ役になる場合も多い。実はヒガシオ監督とも仲が悪い。
板神時代はチームが弱いせいか、野球の仕事はほとんど現場放棄。不動産屋、芸能プロなど、さまざまなサイドビジネスに力を入れ始め、スーツ姿での登場が多くなっている。板神時代は神出鬼没に東京ドームに現れていた。
2001年辞任。重要人物にもかかわらず漫画では何も触れられず、そのままフェードアウトした。その後2002年オールスター戦で、8か月ぶりに再登場。球界復帰を狙い、新球団設立の人材補強にオールスターの舞台から、数名の選手を誘拐した。
連載終了と同時期、社会人野球チームの監督に就任し、最終回ではゲストとして登場した（その際クワタにこれまでやって来た悪行のうち、ボールの怨霊となってマツイに襲い掛かったことと、バットの置物のふりをして殴り殺そうとしたことをばらされてしまい、ヤケになった）。前作のキヨハラくんでは終盤に登場したが、続編のキヨハラくんでは登場しない。
『コロコロアニキ』版では、解説者になっており、2017年の夏号に監督のヨシノプにアクシデントが起きたためカイアンツの監督代理になり、捕手のコパヤシ（小林がモデル）を説教で壊した後にズガノ（菅野がモデル）の球を受けたが一球で腰痛を引き起こし、担架で運ばれて退場。また、別の話では黒魔術を再度使ったことがある。現在も監督をやりたいとぼやく場面がある。2019年のオールスターでは、メインの話が作られた。時代劇の話ではお婆さん役を演じた。
2020年2月11日で現実の野村が亡くなり、2020年夏号で池の神様の役を演じたのが最後の出番となった。「プロ野球を頼んだぞ」の一言で出番が終了し、マツイとクワタはノムさんが亡くなっていたことが悲しんでいた。名前は「ノムリャ」に変更された。
背番号は73（登場時） → 82（板神移籍当初） → 73（2001年）。
ホシノ監督（星野仙一）→ ホチノ
1996年復帰した中日の熱血監督。2001年勇退後、板神の監督に就任。通称センちゃん。
普段はニコニコしているが、いったん怒ると手が付けられない凶暴な性格。ニコニコしていても過去同様威圧するなど性格は黒い。非常に負けず嫌いで豪快。ノムラほどではないが、カイアンツを嫌い、カイアンツを倒すことに生き甲斐を感じている。オールスター戦ではナガシマのボケにツッコミを入れることも。怖がりな一面がある。
板神時代は前任であるノムラの後を受けて、事実上の悪役になった。また、中日時代以上に目立ちでしゃばるようになり、試合内容をホシノのワンマンショーに変えてしまったことがある。登場回数は増え、『モリモリッ!ばんちょー!!キヨハラくん』を含め、カイアンツとからむ回数が多くなっている。
中日時代はなごや球場の裏の池で鯉名前は「さゆり」と「みゆき」を飼っていたが、クワタに殴り殺されてしまった。
ユニット名「ヒデキ&センちゃん」でマツイと組み、「嘆きのホシーノ」という歌を歌ったことがある。しかしソロ楽譜ギターの音をはずしてしまいマツイにかじられた。
現役を退いているにもかかわらず、時々しゃしゃり出て自分自身がマウンド上に上がったり、打席に立つことがたびたびあるがマウンドに上がるときにはマウンド上の投手を無理矢理追い出すことがある。
『コロコロアニキ』版では、2017年の夏号で登場して監督代理に意欲を見せていたが、アヘとクワタが共謀して麻酔薬を無理やり打たれて（暴力的な監督が今の選手たちは嫌なため）眠らされてしまった。2019年の春号では選手の背番号クイズで登場（現実の星野が2018年1月4日に亡くなって初出演である）。
名前は「ホチノ」に変更された。
背番号は一貫して77。

### 東京カイアンツ

#### 生え抜き組

##### 連載開始以前（1994年度まで）
マツイ（松井秀喜）
外野手。主人公。
クワタ（桑田真澄）
投手。名脇役。ベロベロベースボールでも脇役キャラクター。
詳細は主要人物を参照。
ハラ（原辰徳）→ パラダヅノリ
内野手。自称「永遠の若大将」。この漫画で現役、コーチ、監督を全て経験した唯一の人物。涙もろい性格。前作では「頼りない4番」だったが、監督就任後も頼りないキャラクターは相変わらずだった。元4番なため、一応4番候補に入っているが、実際は年齢的な衰えと怪我の影響で、出番は削られていた。1995年の現役引退時に記念のストーリーが作られた。
1999年は初詣からコーチで登場し、ノムラのインチキ占いでは「早く監督になりたい」と願いを言うも、後ろにいたナガシマに「キサマ、オレにやめろと言うのか？」と木槌で殴られた。
2002年監督に就任。真面目一辺倒で就任当初は目を輝かせ、張り切っていた。しかし元々控えめな性格だったためかマツイの被害、キヨハラの横暴を抑制できなかった。ホシノ、ナガシマ、とるしえ、ワタナベオーナーなど、他のキャラクターに散々振り回された。FA宣言したマツイの残留交渉に失敗。そのショックは大きく『モリモリッ!ばんちょー!!キヨハラくん』の第1話まで引きずっていた。コーチ時代はナガシマの側近だった。
キヨハラほどではないが、上述のように悲惨な役回りを受けることが多い（ナガシマの魔法でヒモに変身させられてしまったことがあり、マツイにも滅茶苦茶に切られてしまう）。
ノムラの魔法で猿、ナガシマの魔法でハリネズミに変身したことがある。
2001年頃から、目の下のシワが目立つようになった。
モットーの「カイアンツ愛」（現実の原も、当初はジャイアンツ愛を唱えていた）と書かれた掛け軸を、常日頃から持ち歩いている。
引退直後、「覆面野球評論家」の名目で覆面をしてテレビに出演していた時期がある（引退試合でマツイに祝福（頭突き）を喰らい、顔が凹んでしまった為）。
1998年、オールスター冬季オリンピックの司会進行役として、ナカハタと共に登場した（本作では2年ぶりに登場）。
苗字のハラを掛けて、腹にまつわるネタが多い（腹踊り、負けたら腹切りなど）。
2003年1月、おみくじで大凶を引く（おみくじの内容は「待ち人来ず 望み叶わず ただひたすら耐えるべし」だった。もっとも、これはクワタの嫌がらせであったが）。
最終回では、ホシノによって火だるまにされて大怪我をさせられて悲惨な目にあった。
『コロコロアニキ』版では、2019年の冬号からカイアンツの監督に復帰（現実の原もこの年のオフに巨人の監督に復帰している）し、カイアンツ愛を唱える人物像も健在だった。自身はこれが三度目（二度目の時は、キヨハラくんで登場している）の監督である。2019年の春号では背番号クイズで現役の姿で登場。2020年の春号でもテンション高めだった。最終回では1コマも登場しなかった。名前は、パラダヅノリに変更された。
背番号は8（現役） → 80（コーチ） → 83（監督）。
モトキ（元木大介）→ モドキ
内野手。ナガシマの八つ当たりをキヨハラ並に受け、またハラのシゴキを顔の形が変形するほどに受けている。現実同様、後半はキヨハラとのコンビが多くなり、登場回数が増え、準レギュラーに昇格した。
他のレギュラーキャラクターにさりげなくツッコミを入れている。基本的にやられキャラだが、ちゃっかりした一面があり、Bクラスに沈んだ1997年は解雇される前に先にラーメン屋に転職してしまったことがある。
ナガシマの魔法 で豚に変身したことがある。
キヨハラのことを当初は「キヨハラさん」と呼んでいたが、末期では「キヨさん」、「番長」と呼んでいた。元々大人しいキャラクターだったが、キヨハラの番長キャラが初めて使われた2002年開幕戦から、「キヨハラの子分」という役割で横暴な性格にキャラクターが変わり、それは次回作の『モリモリッ!ばんちょー!!キヨハラくん』でも影響されることになる（しかしわき腹が完治したキヨハラに対しバットで思いっきり殴るなどのこともしている）。
キヨハラ以外ではヒロサワ、ヨシノブとの組み合わせが多い。どの組み合わせでも悲惨な役割に回されている。
『コロコロアニキ』版ではコーチになって（現実の元木も2019年からコーチとして巨人復帰しており、それに合わせた格好）おり、時代劇の話ではキジを演じた。名前はモドキに変更された。
背番号は2（現役）→77（コーチ）。
サイトー（斎藤雅樹）
1997年頃までカイアンツのエースだった。ニコニコした表情はナガシマそっくりで、戦国時代エピソードは忍者のマツイとクワタから殿であるナガシマと間違えられた。年齢的な衰えで出番が削られ、2001年現役引退。晩年は「怪我をしても惜しくない」とナガシマに言われたことがある。引退後そのままコーチに就任。
ノムラの魔法で犬、ナガシマの魔法でアザラシに変身したことがある。
性格は前作同様、単純で気が小さい大ボケ男。ノムラ、ホシノ、クワタの変装にまったく気がつかない天然な一面がある。
『コロコロアニキ』版では2019年のオールスター（クワタのドッキリに協力した形）にモブとして一応登場している。
背番号は11（現役） → 85（コーチ）。
マキハラ（槙原寛己）
以前はサイトー、クワタと並び、「三本柱」と称される名投手だった。1997年は前年が不調だったために、一軍メンバーから外されて、ドームの掃除係に回されていたことがある。1998年はストッパーに転向。晩年はサイトー同様、「怪我をしても惜しくない」とナガシマに言われていた。2001年現役引退。
ノムラの魔法でキリンに変身したことがあり、ナガシマの魔法でも変身した動物はキリンだった。
登場回数はそれなりに多いキャラクターだが、前作同様キャラが薄い。
『コロコロアニキ』版では2019年のオールスター（クワタのドッキリに協力した形）にモブとして一応登場している。
背番号は17。
カワイ（川相昌弘）
遊撃手。コンピューターからも「んなもん送りに決まっているだろ、バカかお前は」と殴り付けられるほどのカイアンツのバント職人。登場シーンのほとんどでバントを決めている。2番打者だったために登場回数は多かったものの、1998年ごろから、現実の川相の出番が減ったとともに登場回数も減っていき、いつの間にかほとんど登場しなくなった。登場するたび表情が変わるのも特徴。
背番号は0（登場時） → 6（2000年以降）。
ムラタ（村田真一）
正捕手。2000年ごろまでずっと正捕手だった人物。しかし作中で全く目立たなかった。2001年に引退後はそのままコーチに就任。
作中で怪物が投げる剛速球を2度、受け取ったことがある（マツイ、ゴリロー）。2回とも手が腫れ上がり、耐えられず一球で交代になってしまった。
背番号は9（現役） → 89（コーチ）。
ゴトー（後藤孝志）
内野手。スーパーサブ。長いまつ毛が特徴。通称ガッツマン・ゴトー。1997年の幽霊チームとの試合で一番打者以外に特に目立った活躍はないが、群衆シーンに多く登場していた。
背番号は50（登場時） → 00（1999年以降）。
オカザキ（岡崎郁）
内野手。以前は内野のレギュラーだった。コジラVSゴジラ（マツイ）の映画撮影でカメラマンをやっていた。1996年現役引退。
背番号は5。
シノヅカ（篠塚和典）
内野手。以前は安打製造機と呼ばれた名打者だった。年々出番が減っていき、1994年現役引退。引退後はそのままコーチに就任。コーチ陣がそろう際、カトリコーチと共に群衆シーンに登場している。
背番号は6（現役） → 81（コーチ）。
オーモリ（大森剛）
内野手。新人時代は将来のチームリーダーを期待されていたが、2軍暮らしが定着していた。1997年は東京ドームの掃除係に回されてしまう。1998年トレードで近鉄に移籍。同年引退。
背番号は24（登場時） → 32（1995年） → 37（1998年）。
ヨシムラ（吉村禎章）
外野手。前作では自身の「怪我ネタ」から出番が多かったが、今作では全くセリフがないモブになっている（ただし群衆シーンでの登場が多く、5巻の表紙にも登場している）。1998年現役引退。2002年コーチに就任。
背番号は7（現役） → 87（コーチ）。
オガタ（緒方耕一）
外野手。以前は外野のレギュラーだったが、怪我の影響から出番が減っている。作中でも「メカマツ回」以外は特に目立った活躍をしていない。1998年現役引退。2002年コーチに就任。
背番号は44（現役） → 73（コーチ）。
ミヤモト（宮本和知）
投手。以前は主力投手の一人だった。衰えから登板回数が減り、1997年は東京ドームの掃除係をやらされてしまい、同年交通事故の影響もあって、現役引退。
背番号は21。
キダ（木田優夫）
投手。以前はエース級投手だった。現在はリリーフをやっている。精神的に弱いところがある。1998年、オラックスにトレードされ、翌年FAでデトロイト・タイガンスに移籍。その後、波乱万丈な野球人生を歩んでいる。
背番号は19（登場時） → 20（オラックス） → 11（オラックス復帰後）。
ニシヤマ（西山一宇）
マツイと同期入団の投手。リリーフだが、精神面で弱い。「カーン」という音を聞いただけで背筋が震え上がるほど。登板試合でほとんど打たれている。
背番号は47（登場時） → 26（1999年以降）。
コハラザワ（小原沢重頼）
1992年入団の投手。1996年にリリーフとして活躍するも、その後はパッとしない。精神面で弱い。1998年ロッテに移籍。同年引退。
背番号は15（登場時） → 62（1995年） → 30（1998年）。
オカジマ（岡島秀樹）
1994年入団の投手。1997年頃から活躍したリリーフだが、漫画でのデビューは2001年。クワタに改造され、消防車と合体した火消しサイボーグになってしまう。
背番号は37（登場時） → 28（1998年以降）。
キムラ（木村龍治）
マツイと同期入団の投手。1999年頃から活躍したリリーフだが、漫画でのデビューは2001年。クワタに改造され、消防車と合体した火消しサイボーグになってしまう。
背番号は57（登場時） → 41（1995年以降）。

##### 連載開始後（2003年度まで）
タカハシヨシノブ（高橋由伸）→ ダカハシヨシノプ
外野手。1998年入団。ケーオー大学（慶應義塾大学がモデル）出身。通称おぼっちゃま。初登場時は常識人だったが、次第にボケに乗っかるほどのバカになっていった。臆病な所がある。周囲からよい所の、おぼっちゃん的な扱いを受けている。
新人時代、ナガシマ監督のお気に入りだった。「タカハシ警備隊」と名乗る護衛部隊を彼の周りにつけたほどで、大切に扱われていた。その護衛部隊が身の回りの世話を全部やっていたほど。しかし2年目から、あまり贔屓されなくなり、他の選手との扱いが同じになり、タカハシ警備隊の登場回数も減っていった。2001年ごろは雑用をやらされたり、魔法でカエルに変えられたりなど、ナガシマからぞんざいに扱われるようになった。
途中からタカハシヒサノリが登場したために、下の名前で呼ばれるようになった。現実の高橋と同様にウルフの愛称を持っているが、周囲からは似合わないと言われ、パンダの方が似合っていると言われたことがある（この愛称の名付け親はナガシマ監督）。ウルフにちなみ、犬の着ぐるみを着て登場したことがある。
ノムラ監督に誘拐され、催眠術をかけられてマスクをかぶり、ハヤシキクジロウ（85歳）という登録名でヤグルトの選手として試合に出ていたことがある。
1999年、ホームラン王をマツイと共に争って、シーズン中65本塁打を放ったことがある（現実の高橋はそれほど本塁打を打つ打者ではなく、タイトルを獲得したことはない）。
2000年はエトー、まるちねす、マツイ（キヨハラ）と共に最強打線を組んでいた。
イケメンであるためか、汚れ役を嫌う傾向がある。
『コロコロアニキ』版の6号では、カイアンツの監督として2016年のオールスターに登場し、マツイ本人の希望を受けたことにより、マツイとクワタに振り回された。後の話では、選手に飛び蹴りを食らわせたりするなど性格がやや過激になっていた。また、これまでの監督同様に酷い目に遭うことがたびたびある。糸井重里がプロデュースする「野球と遊ぼう2016」のキャラクターイラスト以降、顔は皺が出来てやや老化が目立っている。現実の高橋監督に合わせて、2018年で退任し、『コロコロアニキ』2018年秋号で最後の出番となった。名前は、ダカハシヨシノプに変更された。
背番号は24。
ニシ（仁志敏久）→ ニチ
内野手。1996年入団。小さいがトップバッター（2002年は2番打者）。作中では頻繁に登場していた。当初は滑り込みの守備がうまい程度で、セリフが少ないモブだったが、次第にセリフ・出番共に増え、『モリモリッ!ばんちょー!!キヨハラくん』では準レギュラークラスにキャラクターが昇格した。
カイアンツの選手で、特に大ボケが少ない真面目な性格。しかしフルタのささやき戦法に惑わされるなど、案外抜けている。
初期から小柄だったが次第にさらに小柄になり、『モリモリッ!ばんちょー!!キヨハラくん』では背が低いことを気にしていた。
イケメンであるがゆえに、バレンタインのチョコレートをヨシノブ同様、多くもらっている。バレンタインで起きたナガシマ監督殺人事件ではキヨハラ、ハラとともに容疑者扱いにされた（しかも他の二人と違い何の根拠もなく）。
隠し芸大会では黒いバットを持って、「あ、黒バット。」と言っただけで観客から大爆笑をさらった（以前、モトキ、カズシゲが使ったネタの再利用。ただし彼らがやった時は会場は静まり返ってしまった）。
新人時代、横っ飛びでファインプレーを決めるも、マツイに邪魔をされてファインプレーが台なしにされたことがある。
ナガシマの魔法でウサギに、マツイの魔法で牛に変身したことがある。
『コロコロアニキ』版では、2019年の冬号でクワタのスマホのアプリから1998年の姿で登場し、好守備を見せるなど活躍した。名前は、ニチに変更された。
背番号は8。
ウエハラ（上原浩治）→ ウヘハラ
投手。1999年入団。新人で20勝を挙げ、カイアンツのエースに。解説いわく「努力の人」。やられキャラ的役割が多い。初登場時はエースの座を奪われたことを妬んだクワタの嫌がらせに遭い、激やせした。
前述のヨシノブ同様、新人時代はナガシマやワタナベオーナーからひいきされていた。オーナーに袋が立つほどの量の大金をお年玉としてもらったことがある。
同時期、左のエース・クドーとコンビでの登場が多かった。またキヨハラと「ハラハラコンビ」を結成して、隠し芸大会に出ていたことがある。
『コロコロアニキ』版では、今も現役選手として活躍しており、メジャーからカイアンツに帰って来た設定（現実の上原もこの年に巨人復帰している）で2018年に登場。マツイとハイタッチをして、吹っ飛ばされた。名前はウヘハラに変更された。
背番号は19 → 11（2018年）。
シミズ（清水隆行）
外野手。1996年入団。新人時代から登場していた。しかし役割はモブで目立たない。2002年、1番打者に抜擢されるまで碌にセリフをもらえなかった。また、マツイくん7巻や『モリモリッ!ばんちょー!!キヨハラくん』1巻など、カイアンツメインの表紙でよく省かれる。
1997年、一軍メンバー入りを果たした時は雛人形の五人囃子の一人をやっていた。
ナガシマの魔法で蟹に、マツイの魔法で牛に変身したことがある。
背番号は35（登場時） → 9（2002年以降）。
ニオカ（二岡智宏）
内野手。1999年入団。かなりポケーっとしていて、見逃し三振、フォアボールのシーンが多い。初登場時はモブでセリフのない目立たない存在だった。『モリモリッ!ばんちょー!!キヨハラくん』から、次第にしゃべるようになった。
ナガシマの魔法でダチョウに、マツイの魔法で牛に変身したことがある。
背番号は7。
アベ（阿部慎之助）→ アヘ
正捕手。2001年入団。9巻の中日戦にて、フォアボールで出塁しているシーンが初登場。段々登場回数が増え、『モリモリッ!ばんちょー!!キヨハラくん』でも準レギュラーの一人として活躍している。
少しボーっとしていて、催眠術にかかりやすい天然な一面がある。フルタの催眠術で先発のクワタにサインを出すのに、全球ど真ん中を命じられ、打線のめった打ちに遭った。
『コロコロアニキ』版では、今も現役選手として活躍しており、一塁にコンバートされた。名前はアヘに変更された。2019年で引退し、2020年から2軍監督に就任。
背番号は10(現役時代)→80(2軍監督時代)。
タカハシヒサノリ（高橋尚成）
投手。2000年入団。出番は少ないが、先発投手陣の一角として活躍している。『モリモリッ!ばんちょー!!キヨハラくん』で多少出番は増えたが、目立たない。タカハシヨシノブがいるためにフルネーム、下の名前で呼ばれている。
背番号は36（登場時） → 17（2002年以降）。
イリキ（入来祐作）
投手。1997年入団。2001年はエース級の活躍をした。板神の選手に扮した化け猫チームとの試合で先発を務めたが、サンマ10匹に釣られてトレード移籍したマツイの活躍もあり、打線の滅多打ちにあった。2004年、日ハムへ移籍。
背番号は20。
キサヌキ（木佐貫洋）
投手。2003年入団。マツイ退団後に入団したルーキー。地味キャラだが、『モリモリッ!ばんちょー!!キヨハラくん』ではそれなりに活躍している。
背番号は21。

##### 外国人選手（移籍選手以外）
クラッテン（ダン・グラッデン）
外国人外野手。1994年入団。1994年のトップバッター。気性が荒く、現実同様作品の第1話目から、いきなり乱闘騒ぎを起こした。同年退団。
サーカスではコドーの頭の上に登って、逆立ちをするというパフォーマンスを見せようとして、コドーの頭にかみついたことがある。
背番号は32。
コドー（ヘンリー・コトー）
外国人外野手。1994年入団。スキンヘッドが自慢。クラッテンに頭をかみつかれ、歯型をつけられたことがある。同年退団。
コジラVSゴジラ（マツイ）の映画撮影で、モチュラ（モスラ）の幼虫役をやっている。
背番号は53。
まっく（シェーン・マック）
外国人外野手。1995年入団。当初の名前はマッグだった。現役バリバリの大リーガー。よくクワタの玩具にされている。ナガシマの奇想天外な采配に心の中で疑問を感じている。1996年退団。
スキンヘッドの頭から、高校の甲四園に紛れ込んだ際は「まっく（の頭）はそのままでいいよね」と言われ、あきれながら笑っていた。時々カビが生える。
ノムラの魔法で団子に変身したことがある。
背番号は12。
がるべす（バルビーノ・ガルベス）
外国人投手。1996年入団。カイアンツ投手王国陣のメンバー。乱闘が大好き（ただしマツイより常識はある）。舌を出す癖がある。2000年退団。
初登場時は「乱闘の間」の管理人として、マツイに乱闘の技術を教えようとしていた（ただし、乱闘の技術に関してはマツイの方が何倍も上を行っていた）。
1998年、現実のガルベスが審判と乱闘事件を起こし、残り全試合出場停止処分を受ける。その影響で登場回数も減っていき、段々悲惨な役割が増え、単行本7巻にはまるちねすと共に載っていたが最後の登場場面では泣きながら敗戦処理をやらされていた。
CMの影響か解説によると、好物は牛乳らしい。
ナガシマの魔法で亀に変身したことがある。
背番号は59。
まりお（マリオ・ブリトー）
外国人投手。1996年途中入団。人間を指と指の隙間に持ち、フォークで投げ飛ばせるほどの実力を持っている。しかし、まりおの中継ぎ起用を生かすことが出来なかったため試合の出番は無かった。作中で全くしゃべらず、3巻の「リリーフ養成道場」で2ページしか登場していない。同年退団。
背番号は49。
まんと（ジェフ・マント）
外国人内野手。1996年入団。あまりの成績不振から、シーズン序盤で解雇された。退団後、ナガシマ監督に再度雇われて肝試しのアルバイトをやっていた。性格が暗い。
背番号は49。

#### 移籍組

##### FA移籍組
オチアイ（落合博満）→ オジアイ
内野手。1994年、中日から移籍。元中日の4番打者。
カイアンツの4番打者。性格は前作同様、クール。落ち着いていてマイペース。妻が大の苦手な恐妻家（本人いわく、妻より怖いものはないらしい）。
妻への恐怖心は相当で、妻の突然の登場に怖がり気を失ったほど（蛇には全くビビッていなかった）。またタイエーの選手の人質にされた妻を前に、「いいよ。今度は若い奥さんもらうから！」とあっさり見捨てたことがあり、直後に妻は解放され襲われた。
1996年オールスターで、オーギ監督に「オチアイ監督」と冗談で呼ばれていた（その7年後、落合は実際に中日の監督に就任。2005年のオールスターでセ・リーグ監督の経験をしている）。
ガマガエルに例えられることが多く、サーカスでカエルの着ぐるみを着せられたり、ノムラの魔法でカエルに変身した。
アムロナミエの大ファン。始球式のゲストに出ると聞いたとたん、普段のキャラクターを崩して、「キャー」と叫び、テンションを上げていた。
1997年、自由契約で日ハムへ移籍した。当初はヤグルトのノムラ監督に誘われていたが、金銭的な問題で断った。移籍後、ノムラと組んでカイアンツに復讐を企む話があった（冒頭でカイアンツへの恨みをこめた書初めをしていた）。
日ハム移籍後、1998年現役引退。引退後は『モリモリッ!ばんちょー!!キヨハラくん』で中日の監督になるまで、まったく出番がなかった（マツイくんの最終話で全員集合場面のシーンに、小さくモブとして1コマだけ登場している）。
日ハム時代、オールスター冬季オリンピックのフィギュアスケートの舞台に、時代劇の恰好で登場したことがある（妻の「日本的な衣装がいい」と言った意味をはき違えていた）。なお、舞台のほうではパートナーのまるちねすを持ち上げようとしたが、あまりに重かったため下敷きとなってしまいリタイア、クドーに交代した。
『コロコロアニキ』版では、2019年の冬号でクワタのスマホのアプリから1998年の姿で登場した。名前は、オジアイに変更された。2019年のオールスターでは、現在の姿で登場し、ロッデ時代のユニフォームでクワタのドッキリに協力した。
背番号は60（登場時） → 6（1995年以降） → 3（日ハム移籍後）。
ヒロサワ（広澤克実）
内野手（または外野手）。1995年、ヤグルトから移籍。元ヤグルトの4番打者。
時期4番候補の一人。熱血系。気が強い。マツイ、ヨシノブなどに喧嘩腰に突っかかっては相手のペースに巻き込まれ、痛い目を見たり、騒動に巻き込まれてはタンコブを作っている。
カイアンツでは不調に悩まされた。1998年はヨシノブの加入からベンチに追いやられた。1999年は故障でシーズンを棒に振ってしまい、2000年板神に移籍した。作中でキヨハラほど酷い扱いは受けず、準レギュラー的存在だったが、1999年頃から登場回数が減っていった。
第1話ではヤグルトの選手だったために、立場上悪役だった。板神で再び悪役に復帰したものの、セリフは減ってただのモブに成り下がった感がある。
移籍当初、「よりによってカイアンツなんかに入りやがって」と、ノムラから八つ当たりを受けていた。
ヤグルト時代は相方がイケヤマ。カイアンツではキヨハラ、モトキとの組み合わせが多かった（3人トリオでの登場もあった）。
ノムラの魔法で牛、ナガシマの魔法で羊に変身したことがある。
現実の広澤同様、柔道の有段者。
背番号は8（ヤグルト時代） → 80（カイアンツ移籍当初） → 10（1997年以降） → 31（板神移籍後）。
キヨハラ（清原和博）
内野手。1997年、西部から移籍。元西部の4番打者。
詳細は主要人物を参照。
エトー（江藤智）
内野手。2000年、広島から移籍。元広島の4番打者。
以前は広島で一番目立つ存在だった。面白い顔で気が小さい。4番候補だが4番争いのイベントで、真っ先にリタイアするパターンが定着している（現実の江藤は1回も巨人の4番を打っていない）。
よく騒動に巻き込まれては、被害を受ける。「ホームランの神様」に「単なるまぐれだ」馬鹿にしたせいで、ホームランを打てない体にされ、カイアンツで4番候補をつぶす陰謀に巻き込まれ、救急車で運ばれたことがある。
カイアンツ入団の決まる1か月前、ナガシマは「エトーが欲しい！」と年老いた「ランプの魔人」に願いごとをしていた（登場したのは「エトーサダキチ」という普通の人だった）。
基本的にツッコミだが、大ボケに関してノリのいいところがあり、守備時にはバットを所持し、送球された球をホームランにしたことがある。
2000年はヨシノブ、まるちねす、マツイ（キヨハラ）とともに最強打線を組んでいた。
2002年から、衰えで成績は下がっていった。『モリモリッ!ばんちょー!!キヨハラくん』ではベンチ要員にされ、強引に「バンチョーズ」のメンバーにされてしまっている。
背番号は一貫して33。
クドー（工藤公康）→ グドー
投手。1995年タイエー、2000年カイアンツへ移籍した。元西部の左のエース。
前作の主要人物の一人。以前はキヨハラとコンビを組んでいた。以前よりボケる回数は減り、ベテランとして風格のあるキャラクターになっている。
ネモトマジックでタイエー移籍以降も、キヨハラとは関係が続いていた。しかしキヨハラのセ・リーグ移籍に伴い、コンビ解消となった。
カイアンツ移籍当初、キヨハラとは関係が険悪だった（ナガシマがキヨハラに、クドーの雑用をやらせたために）。キヨハラに妬まれ、復讐をされたことがある。
ピーちゃんというアヒルのペットを飼っている（キヨハラにオシッコをかける、性格の悪いアヒル）。
マツイ、モトキ、キヨハラのメンバーで、クドー家の食卓というパロディネタをやっていたことがある。
タイエー時代も1995年のオールスターの先発だったり、1998年のオールスター冬季オリンピックで、パートナーのまるちねすの下敷きになったオチアイに変わり、フィギュアスケートの舞台に登場したりなど、頻繁に登場していた。なお、ワカタベとフジイ（この作品は登場しない）とのコンビになった。
移籍初年はエースだったが、翌年、怪我で1勝に終わる。2002年から復調。先発の一角に返り咲き、『モリモリッ!ばんちょー!!キヨハラくん』でも活躍を続けている。
『コロコロアニキ』版では、ゾフトハンクの監督として登場し、2016年のオールスターの監督も務めていた。顔は皺が出来てやや老化が目立っていた。2019年の冬号ではクワタのスマホのアプリから1998年の姿で登場した。2021年冬号ではロッデのイクチ(井口監督がモデル)監督のリーグ優勝決定戦 で決着がつかないため、パッリーグ連合軍のチームを作っていた。最終回では31年前のライアンズのモル監督と対決した。ただし、マツイが31年前のタイムスリップをした現役時代の姿に出会った事がある。『キヨハラくん』では過去のオールスターで登場している。名前は、グドーに変更された。
背番号は47（西部時代） → 21（タイエー移籍当初） → 47（1997年以降）→ 81（監督時代）。
コーノ（河野博文）
投手。1996年、日ハムから移籍。愛称は原始人のゲンちゃん。
原始人みたいな格好を気に入っている。常日頃からその格好で、プライベートはいつも遠い山奥で原始人同様、野性的な生活を送っている。モア、マンモスなど、絶滅動物が大好物。
マツイと仲がよい。マツイは彼に感化されて、野性的な性格に変わったことがある。またマツイは彼の「ウガ」、「ガルル〜〜」などの言葉を通訳することができる。
移籍初年は中継ぎエースになるも、以降年々成績は落ち、2000年解雇され、ロッテに移籍。同年現役引退。1997年5月を最後にあまり登場しなくなった。単行本4巻でレギュラーキャラクター並に活躍している。
1997年シーズン前に一軍メンバーから外されて、東京ドームの掃除係に回されていたことがある（その回でコーノは唯一ユニフォームを着ていた）。
前作で1コマも登場していない。ただし『ベロベロベースボール』では、日ハム時代のユニフォーム姿で、少し登場している（1990年、失踪事件を起こしたことがネタにされていた）。
背番号は18（日ハム） → 40（カイアンツ） → 46（ロッテ）。
カワグチ（川口和久）
投手。1995年、広島から移籍。元広島のエース
ノムラ監督が作ったメカマツと対戦した。初登場時はFAで入団したはずが、アナウンサーに「トレードで来た」と言われたり、また背番号が25なのに、26にされていたり、所々が間違っていた。
1997年シーズン前に、一軍メンバーから外されて、ドームの掃除係に回されていたことがある。
広島時代と打って変わり、リリーフ転向から大活躍した。1998年現役引退。
背番号は34（広島） → 25（カイアンツ）。
マエダ（前田幸長）
投手。1996年中日、2002年カイアンツへFA移籍した。元ロッテの左のエース。
作中では群衆シーンにモブとして登場していただけだった（『モリモリッ!ばんちょー!!キヨハラくん』ではそこそこ出番はある）。
背番号は11（登場時） → 31（1996年） →18（1998年） → 29（1999年以降）。

##### トレード組
オークボ（大久保博元）
捕手。1992年、ナカオ（中尾孝義）とのトレードで西部から移籍。芸名は「でーぶ・オークボ」。
移籍初年は大活躍も、以降は怪我やムラタの存在あって控え捕手に成り下がった。1995年現役引退。
控えだったために、漫画であまり目立たなかった。マツイの投球でノックアウトしたムラタの代わりに超巨大なキャッチャーミットを構え、マツイの球を受け取ったことがある。
引退直後、相撲部屋に入り、クワタに誘われて、クワタが勝手に作った新球団「プリティーズ」のメンバーに加わったことがある。
引退後、でーぶという芸名で1回登場している（「でーぶのお宅拝見」という番組のリポーターとしてナガシマ家を取材）。
背番号は22。
ナガシマカズシゲ（長嶋一茂）
内野手。1993年、金銭トレードでヤグルトから移籍。ナガシマ監督の息子。
前作の主要人物の一人。前作同様、能天気で天然ボケ。しかし新人時代に比べれば性格は変わり、シリーズ終盤で父を叱っている場面もあり、精神的にかなり成長している。
1996年現役引退。引退後も何度か登場した。番外編でリポーターを務め、父、クワタの3人でメジャー移籍をしたマツイの取材をした。
1996年、オールスターファン投票で不正行為をはたらき、三塁手部門1位になったことがある。しかし不正はバレ、不正をはたらいたメンバー全員（マツイ、クワタ、ノムラ・ナガシマ両親子）でファミリーズを結成。オールスターに殴り込みをした。
コジラVSゴジラの映画撮影で、小美人の役を父とやる予定だった。しかし、メイクした姿やスネ毛を剃っていなかったのが「不気味」という理由でカットされた。
背番号は36。
イシイ（石井浩郎）
内野手。1997年、ヨシオカ（吉岡雄二）、イシゲ（石毛博史）とのトレードで近鉄から移籍。元近鉄の4番打者。
入団当初一軍メンバーに入ったが、代打の切り札での出番が多かった。2000年ロッテ、2002年横浜に移籍。同年引退。
前作同様、地味でセリフはまったくない。ただし群衆シーンで登場は多い。ノムラプロデュースの「イブニングおやじ」のメンバー入りを果たしていたことがある（他のメンバーはナガシマ、ハラ、ヨシノブ、ヒロサワ、サイトー、マキハラ、モトキ）。近鉄、ロッテ時代にはオールスターの群衆シーンにも登場していた（1995年、2000年。だが実際の石井はどちらのオールスターにも出ていない。2000年はファン投票で選出されていたが、怪我により辞退している）。
ナガシマの魔法でマンドリルに変身していたことがある。
背番号は3（近鉄） → 6（カイアンツ） → 3（ロッテ・横浜）。
アワノ（阿波野秀幸）
投手。1995年、コーダ（香田勲男）とのトレードで近鉄から移籍。元近鉄のエース。
元近鉄のエースだったが、カイアンツで1勝も出来ず、1997年一軍メンバーから漏れた際は、東京ドームの掃除係に回されていた。1998年、横浜に移籍。2000年現役引退。その後カイアンツのコーチに就任。
背番号は14（近鉄） → 28（カイアンツ） → 49（横浜） → 75（カイアンツコーチ）。
ミナミ（南真一郎）
投手。1998年、オーモリとのトレードで近鉄から移籍。2002年現役引退。
1999年ごろから活躍したリリーフ。漫画での初登場は2001年。消防車と合体した火消しサイボーグになって、クワタに改造された。
背番号は37（近鉄） → 50（カイアンツ）。

##### 外国人移籍組
ハウヘル（ジャック・ハウエル）
内野手。1995年、ヒロサワ同様にヤグルトから移籍。元ヤグルトの5番打者。
鼻の高い外国人選手。カイアンツで4番候補に入っていたが、家庭の事情から7月、途中帰国・退団した。
ヒロサワと同時期にヤグルトからカイアンツに移籍したため、移籍当初「よりによってカイアンツなんかに入りやがって」とノムラから八つ当たりを受けていた。
ノムラの魔法でハゲワシに変身したことがある。
背番号は44（ヤグルト） → 40（カイアンツ）。
まるちねす（ドミンゴ・マルティネス）
内野手（または外野手）。1997年来日。1999年、西部から移籍。元西部の4番打者。旧名はまるぢねす。愛称まるちゃん。
マツイ同様、相当な大食い。体型の割に身は軽い。2度激太りして周囲を困らせたことがある。マツイとは仲がいい。
カイアンツではキヨハラの代役で4番を打ち、大活躍だった。ナガシマのお気に入り。しかし、キヨハラの復帰によりベンチへ追いやられ、漫画での出番も減っていき、2001年退団した。
怪力の持ち主。しかし性格は臆病である。
2000年はヨシノブ、エトー、マツイ（キヨハラ）と共に最強打線を組んでいた。
クワタの魔法で猪八戒に変身したことがある。
マツイに教えてもらった腹踊りが得意。
西部時代、オールスター冬季オリンピックのフィギュアスケートの舞台に、女装して登場したことがあり、自分の重みで下敷きになったオチアイの代わりにパートナーについたクドーにコマ回しの如く回された。
背番号は60（西部） → 48（カイアンツ）。
ぺたじーに（ロベルト・ペタジーニ）
内野手（または外野手）。1999年来日。2003年、ヤグルトから移籍。元ヤグルトの4番打者。通称ぺた。
マツイの抜けた穴を埋めるために入団した。ヤグルト時代は優勝決定戦でマツイの奇怪な行動で集中力を奪われたり、オールスターでガムを噛んでいたためにホシノにどつかれたり、碌な目に遭わなかった。
25歳年上の妻を持つ愛妻家で知られている。
この作品では登場が終盤であったため出番が少なく、セリフも全くなかったが、後作品『モリモリッ!ばんちょー!!キヨハラくん』では出番は大幅に増え、大活躍している。
背番号は9（ヤグルト） → 13（カイアンツ）。
めい（ダレル・メイ）
投手。1998年来日。2000年、板神から移籍。2001年退団。
チームのエース級投手だが、漫画では1回しか登場していない（中日打線にノックアウトされる場面）。
背番号は69（板神） → 42（カイアンツ）。

#### オーナー・監督・コーチ陣
ショーリキオーナー（正力亨）
カイアンツの前オーナー。野村監督同様ネト〜っとした感じの不気味な表情。性格は腹黒い。殿様ごっこが好き。
ワタナベオーナー（渡邉恒雄）
1996年就任。カイアンツのオーナー（元球団社長）。当初は脇役だったが、8巻以降レギュラーに昇格した人物。
カイアンツを支配する超ワンマンオーナー。気が短くて怒ると怖いが、お茶目な一面もある。マツイやクワタに散々な目に遭わされることが多い（その分報復も激しい）。
マツイの誕生日に象一頭をプレゼントしたり（また、「今年ホームラン王になったら牛一頭プレゼントしよう」と約束してくれる）、お年玉で大金をウエハラにあげたりなど、活躍した選手に気前のいいところがある（一方で活躍していない選手には扱いがぞんざいで、キヨハラには「今年活躍しなかったらクビね」という板を、クワタには「オカネ婆さん」というオーナーの友だちの写真をあげるなど）。
東京ドームに成績不振を理由に冷房をつけないで放置し、それを理由に成績を取り戻すと、今度は「感謝の気持ちだ」とそのまま冷房をつけてドームを吹雪の世界にするほどに放置したり、優勝のためにゴリラを入団させたり、乱闘の手段にマシンガンを用意したり、やることはかなり無茶苦茶である。
クビということを表すのに残忍な表現をする（ナガシマのカレンダー写真を首部分から切り取る、ナガシマ人形の首を引きちぎるなど）。
カワカミ（川上哲治）
カイアンツ黄金時代の監督。カイアンツ秘密特訓場の4番候補の審査員。漫画での登場は1回。
前作で登場した時は、キヨハラ達の大ボケで頭を悩ませているキャラクターだった。今作ではのんびり「わし、ここでミカン食べとる」とミカンを食べている能天気に性格は変わっている。
ナガシマ監督（長嶋茂雄）
カイアンツの監督。1993年就任。2001年勇退。
詳細は主要人物を参照。
ハラコーチ・監督（原辰徳）
カイアンツのコーチ・監督。1999年コーチ、2002年監督に就任（コーチ時代はナガシマの側近（4代目））。
詳細は生え抜き組を参照。
シノヅカコーチ（篠塚和典）
前年現役引退後、1995年コーチに就任。
詳細は生え抜き組を参照。
ナカハタコーチ（中畑清）→ ナカハダ
前作の終盤より引き続いて、カイアンツのコーチとして登場。在任時はナガシマの側近だった。前作で、選手・解説者として登場している。1994年退団。
前作の主要人物の一人。テンションは高いが、この漫画で数少ない常識人。退団後はカイアンツ秘密特訓場の鬼コーチに転身した。
1998年、オールスター冬季オリンピックの司会進行役として、ハラと共に2年ぶりに登場。以降はまったく登場していない。
2014年から創刊された『コロコロアニキ』で連載が開始された『キヨハラくん』では、監督（NDAペイスターズ）として開幕戦でカイアンツと対決する形で登場した。名前はナカハダに変更された。
背番号は72→ 70（監督）。
ドイコーチ（土井正三）
1996年就任。在任時はナガシマの側近だった（2代目）。元オラックス監督。前作より老けている。1998年退団。
カイアンツが「かいあんつ学園」の名前で甲子園に出た際、部長役をやっていた。
背番号は71。
ホリウチコーチ（堀内恒夫）
1993年就任。1998年はナガシマの側近になった（3代目）。1998年退団。
ナカハタと同じ1993年就任のコーチだが、1998年までセリフがまったくないモブキャラクターだった。
背番号は70。
スミコーチ（角盈男）
1997年就任。就任時はコーチのくせにマツイ・クワタ・コーノのボケに便乗して、ノリノリにはしゃいでいた。練習をサボリ続けるマツイ、キヨハラ、クワタを押さえつけるコーチ軍団の一人を最後に、わずか1年で退団した。
背番号は72。
カトリコーチ（鹿取義隆）
元カイアンツ・西部の投手で1997年現役引退。その現役時代はいちろうとマツイのおもしろ対決の回にベンチに映っていた。引退後は投手コーチに就任。2001年に一度退団するも、ハラ監督就任時に復帰。ハラ監督の側近である。
背番号は26（現役） → 75（コーチ就任当初） → 84（2002年）。
スドーコーチ（須藤豊）
1993年就任。元大洋の監督だが、漫画ではほとんどセリフのないモブだった。1995年退団後、1997年西部のコーチに就任。1999年退任。
背番号は78（カイアンツ） → 77（西部）。

#### コロコロアニキ版の選手達
ザカモト（坂本勇人）
『コロコロアニキ』版で登場。いつもマツイとクワタにひどい目に合う。
背番号は6。
オオジロ（大城卓三）
『コロコロアニキ』版で登場。2020年夏号ではマツイとクワタがアドバイスをやっている最中に登場した。2021年冬号ではマツイがボールを掴んで、「え？」とセリフで言ったことがある。
背番号は24。

### ヤグルトスパローズ
ノムラ監督（野村克也）
前ヤグルトの監督。1990年就任。1998年勇退。
詳細は主要人物を参照。
ワカマツ監督（若松勉）
ヤグルトの監督。1999年就任。少し地味。カイアンツの選手、監督の無茶によく振り回されている。
背番号は75。
かつのり（野村克則）
捕手。1996年、ドラフト3位で入団した。ノムラ監督の息子。2000年父の情けで、板神に移籍。
かなり能天気な性格。マザコンで絵本を読んでもらえないと眠れない。立場はあくまでも控えだが、親の関係で何かと出番は多い。
1996年、1軍試合に出ていないにもかかわらず、オールスターのファン投票で不正行為を働き、捕手部門1位になったことがある。しかし不正はバレ、不正を働いたメンバー全員（マツイ、クワタ、ノムラ・ナガシマ両親子）でファミリーズを結成。オールスターに殴り込みをした。
背番号は33（ヤグルト） → 50（板神）。
フルタ（古田敦也）→ プルタアヅヤ
正捕手。ノムラの悪事につき合わされている。ノムラ勇退後はヤグルトの顔になった。登場回数は多く、大抵はツッコミ役。ノムラの悪事に参加していたために、時折悪人にキャラクターが変わることがある。
よくマツイやノムラ監督のせいで、被害を受けることの多いキャラクター。体中にガラスの破片が刺さったり、マツイにバットでスタンドに叩きこまれたり、フライドチキンの格好をしていたためにマツイにかじりつかれたり、マツイの体から生えたキノコに接触して、頭からキノコが生えて知能が変になったり、ろくな目に遭わない。
ノムラの魔法でタコに変身していたことがある。またノムラの命令からスパイクの怨霊に化けたり、フライドチキンの着ぐるみを着て、試合に出たことがある。
1998年のオールスター冬季オリンピックでは、ジャンプ競技に登場。本人はあまり自信のないままに挑戦したが、ジャンプ直前に突然マツイが変顔をして表れ、驚いたフルタは大ジャンプした。
ささやき戦法を得意とする（実際の古田はささやき戦法は全く使わない）。打席に立った選手を惑わせる。また催眠術や手品も得意。ツバメを自由自在に操れる。
スパゲティのミートソースが好きで、ズルズルと音を立てながら下品に食べている。
クワタが開発した「デカデーカ」をいつの間にか飲まされて、顔だけ巨大化したことがある。
1997年、強引に引き抜かれ、カイアンツに入団したことがある（次の週では元のヤグルトに戻っていた）。
1995年開幕戦は怪我で出遅れてベンチに入れず、しばらくノグチ（野口寿浩）が代役でマスクをかぶっていた（実際の古田は、この年は怪我はしたが公式戦全試合に出場している）。
オールスターの常連。漫画でもほぼ必ずといっていいほど登場している。
『コロコロアニキ』版では、2019年の冬号でクワタのスマホのアプリから1998年の姿で登場し、強肩を見せるなど活躍した。また、2019年のオールスターには現在の姿で登場し、解説をしている。『キヨハラくん』では過去のオールスターで登場している。名前はプルタアヅヤに変更された。
背番号は27。
イケヤマ（池山隆寛）
内野手。前作の主要人物の一人。今作で大ボケは減り、ノムラの悪事につき合わされる存在になった。ノムラをなだめるシーンが多い。
以前はキヨハラとコンビだった。前作同様、チーム内での相方はヒロサワで彼がマツイの顔を殴った時、腕の骨が折れたのを見て「ヒロサワさんのカタキ！」とマツイに飛び膝蹴りをかましたが、膝の皿が割れてしまう。以降はヒロサワがカイアンツに移籍した後はフルタに変わり、一緒にいることが多くなった。
ノムラの魔法で狼に変身していたことがある。またノムラの命令からバットの怨霊に化けたり、ラーメンの着ぐるみ を着て試合に出たりしたことがある。
1999年頃から出番は減って、漫画での登場回数も減り、2002年に現役引退した。ヤグルトとの優勝決定戦に登場したのを最後にまったく登場していない。
背番号は1（登場時） → 36（2000年以降）。
タカツ（高津臣吾）
抑えのエース。ノムラの悪事によくつき合わされている。時折、ノムラのやりすぎな行動に心の中で引いている。第1話でノムラの指示でマツイの股間に球をぶつけ、大惨事を巻き起こした。
1998年開幕戦で、日本一遅い球を投げたことがある。しかしマツイの大きな耳たぶに当たり、デッドボールを許した。
ノムラの命令でグローブの怨霊に化けたことがある。
『コロコロアニキ』版では2019年のオールスター（クワタのドッキリに協力した形）にモブとして一応登場している。
背番号は22。
イシイ（石井一久）
投手。クールな性格だが、マツイの奇怪な行動から唖然とした顔で投げていることも。現実（現実では、野村の時はヤクルトは野村の方針で身だしなみにうるさかったため、茶髪の選手は日本人ではいなかった）同様、2001年から長髪・ヒゲ・茶髪にイメチェン。2002年、ロサンゼルス・ドシャースへ移籍。
日本一の豪速球を投げるために、勝手にマウンドを作って、投げたことがある（審判にバレて、1球投げただけで退場処分を受けた）。
手が使えない試合では、足で球を蹴って投球。打者のバットをへし折ったほどで、キック力に優れている。
ノムラの命令でユニフォームの怨霊に化けたことがある。
背番号は16（ヤグルト） → 17（ドシャース）。
ヨシイ（吉井理人）
1995年、スズキ監督（鈴木啓示）と対立し、近鉄から移籍した投手。気が短い。1998年、FAでニューヨーク・マッツに移籍。
シノハラトモエ（篠原ともえ）の大ファン。シノラーファッションで女装をしたマツイを見て、「かわいい」と思いながら、頬を染めていた。
背番号は21（登場時） → 24（1995年） →21（1996年） →29（1998年） →21（1999年） →55（2001年）。
オカバヤシ（岡林洋一）
投手。連載開始当初エースだった。その後は酷使がたたり、成績低迷。2000年現役引退。引退後はコーチに就任。
クラッテンにデッドボールを与え、乱闘の原因を作ったり、まっく、ハラ、オチアイに3者連続ホームランを打たれたことがある。
背番号は15（現役） → 79（コーチ）。
ヤマベ（山部太）
投手。1995年にエース級の活躍をするも、以降の成績はあまりパッとしなかった。漫画内では対カイアンツ戦で2回登板した。
ボール型爆弾をマツイに投げたことがある。
背番号は19（登場時） → 30（2001年以降）。
カワサキ（川崎憲次郎）
投手。カイアンツキラー。2001年、中日にFAで移籍するも、怪我でまったく働けなかった。
いけいけ!!スワローズで活躍していたキャラクターの一人。漫画では出番が少ない。メカマツが出た試合の先発を務めた。
背番号は17（ヤグルト） → 20（中日）。
ナイトー（内藤尚行）
投手。別名「ギャオス・ナイトー」。似たようなあだ名を持つマツイに対抗意識を持っている。試合中は常に「ギャオース!」と吠えている。
『いけいけ!!スワローズ』で活躍していたキャラクターだが、成績不振に陥っていたために、出番は一度きりだった。1995年ロッテ、1996年途中、中日に移籍。1997年現役引退。
背番号は24（登場時） → 29（1995年） → 63（1997年）。
イーダ（飯田哲也）
外野手。足の速い猿顔の1番打者。ヒッティングのシーンが多い。1番だったために、漫画では頻繁に登場していた。
飯田本人の出番が年々減少していき、また漫画でヤグルトとからむ回数が減ったというのもあり、1999年からまったく出てこなくなった（『モリモリッ!ばんちょー!!キヨハラくん』では「バンチョーズ」の一員に抜擢され、6年ぶりに復活）。
マツイのウンコにつぶされたり、ノムラの魔法でそのキャラクター通り、猿に変身したことがある。
背番号は2。
アライ（荒井幸雄）
外野手。イーダ同様、小柄な体型の2番打者。イーダとは1・2番コンビを組んでいた。1996年近鉄、1998年横浜に移籍した。2000年現役引退。引退後、ヤグルトにコーチで復帰。
ノムラの魔法で魚に変身したことがある。
背番号は10（ヤグルト） → 31（近鉄） →60（横浜） →74（ヤグルトコーチ）。
イナバ（稲葉篤紀）
外野手。1995年入団。対ヤグルト戦でライト側が映し出されるたびによく頻繁に顔を出しているモブキャラ。
ノムラの命令でソフトクリームの着ぐるみ を着て、試合に出ていたことがある。
背番号は41。
ハタ（秦真司）
外野手。スーパーサブ。セリフはないが、群衆シーンに多く登場していた。1999年日ハム、2000年ロッテへ移籍。同年引退。引退後はコーチをロッテで1年務めた。
背番号は26（ヤグルト） → 3（日ハム） →31（ロッテ） →77（ロッテコーチ）。
カナモリ（金森栄治）
外野手。元西部の死球王。前作ではサブレギュラーだが、今作ではモブキャラクターである。1996年現役引退。その後、コーチに転任。
背番号は32（現役） → 89（ヤグルトコーチ） →75（西部コーチ）。
オーノ（大野雄次）
内野手。ハタ、カナモリと共に群衆シーンで多く登場していたモブキャラクター。1998年現役引退。
背番号は30。
ドバシ（土橋勝征）
内野手。眼鏡をかけている。二塁のレギュラーであり、地味だが群衆シーンでの登場は多い。
背番号は5。
ツジ（辻発彦）→ヅジ
内野手。西部黄金期を支えた名手。1996年にヤグルトに移籍して2番を打って活躍していた。1999年に現役引退して、コーチに転任した。
ノムラの命令でスパゲティの着ぐるみを着て試合に出たことがある。
『コロコロアニキ』版では、西部の監督として登場。名前もヅジに変更された。最終回では現役時代の姿で登場。
背番号は5（西部） → 8（ヤグルト） →84（ヤグルトコーチ） →85（横浜コーチ）。
コバヤカワ（小早川毅彦）
内野手。元広島の4番打者。1997年にヤグルトに移籍して活躍。漫画で群衆シーンでの登場が多い。1999年現役引退。
ノムラの命令でカレーライスの着ぐるみ を着て、試合に出ていたことがある。
背番号は6（広島） → 7（ヤグルト）。
ミューラン（ヘンスリー・ミューレン）
外国人内野手（または外野手）。1995年、ロッテから移籍した。スキンヘッドが特徴。1996年退団。
背番号は31（ロッテ） → 9（ヤグルト）。
オマルー（トーマス・オマリー）
外国人内野手。1995年、板神から移籍した。よくマツイやクワタの奇怪な行動に驚いている表情が多い。1996年退団。
ノムラの魔法で羊に変身したり、ノムラの薬の副作用によりマツイにバットでスタンドに放り込まれたことがある。
乱闘の間にヤグルト代表の暴れん坊として、登場していたことがある。
背番号は1（板神） → 3（ヤグルト）。
ほーじー（ドゥエイン・ホージー）
外国人外野手。1997年入団。明るい性格で「アウーン!」と叫ぶ口癖がある。スキンヘッドが特徴。1998年退団。
1998年、オールスター冬季オリンピックのフィギュアスケートの舞台に、女装したクワタとペアを組んで登場したことがある。
手が使えない試合では、「あいあむ・ほーじー」と外野フライを口でくわえてキャッチした。
背番号は10。
ブラス（テリー・ブロス）
外国人投手。1995年入団。身長2メートルの大男。1998年西部に移籍して、1999年退団。
ノムラの命令でホットドッグの着ぐるみ を着て、試合に出ていたことがある。
背番号は24（入団当時） → 29（ヤグルト） →33（西部）。

### 板神タイガンス
フジタ監督（藤田平）
1996年就任。マツイのウンコで糞まみれになったカイアンツベンチを、汚らしいモノを見る目でのぞいていた。同年退団。
背番号は80。
ヨシダ監督（吉田義男）
前々板神の監督。1997年復帰（本編では9年ぶりに登場）。板神を以前日本一に導いた実績を持つ。
背番号は83。
ノムラ監督（野村克也）
前板神の監督。1999年就任。2001年辞任。
ホシノ監督（星野仙一）
板神の監督。2002年就任。
詳細は主要人物を参照。
イチエダコーチ（一枝修平）
板神のヘッドコーチ。ヨシダ監督の側近。ヨシダ監督同様、1997年 - 1998年の2年間在籍した。
背番号は88。
タブチコーチ（田淵幸一）
前作の主要人物の一人。元タイエーの監督。2002年、ホシノの監督就任と共に現場復帰を果たす（本編で9年ぶりに登場）。
前作での大ボケっぷりはなくなり、ホシノの側近としてホシノをなだめる役割が多い。
背番号は88。
シンジョー（新庄剛志）→ シンショー
外野手。板神のスーパースター。本人と違い、本作中では地味な存在だった。2001年、FAでニューヨーク・マッツに移籍。
板神時代はよく悲惨な目に遭わされていた。「サインを出す」という意味を勘違いしたマツイにマジックペンで顔に「マツイ」と書かれたり、宇宙に行ってモンスター化したマツイに襲われたり、キヨハラがチームを乗っ取った際は三振の罰で素っ裸にされたことがある。
ノムラ就任以降は何かとノムラにつき合わされて、ツボイ、タイホーとともにろくでもないことをやらされていた。試合の中止を願い、カエルの着ぐるみを着ながら雨乞いのために踊っていたことがある。またキヨハラの結婚披露宴に乱入して、ナガシマに嫌がらせをした。その際、「キッショー!優勝しやがって。憎いよカイアンツーー!」と大声で叫んでいた。
クワタに誘われて、クワタが勝手に作った新球団「プリティーズ」のメンバーに加わったことがある（その後、チームに加わった選手の監督が選手を連れ戻しに来たが、藤田平監督は、シンジョーを迎えに来なかった）。
『コロコロアニキ』版では、2019年の冬号でクワタのスマホのアプリから1998年の姿で登場した。2019年のオールスターでは、現在の姿で登場し、板神時代のユニフォームでクワタのドッキリに協力した。『キヨハラくん』では過去のオールスターで登場している。名前はシンショーに変更されている。
背番号は一貫して5。
ツボイ（坪井智哉）
外野手。1998年入団。当初はモブだった。ノムラ就任以降、スポットが当たるようになる。試合の中止を願い雨乞いに参加するなど、よくノムラに付き合わされてろくでもないことをやらされていた。2003年、日ハムに移籍。
孫悟空に変身したクワタが投げた「意思を持ったボール」の前に怖がり、小便を漏らしたことがある。
背番号は32（板神） → 7（日ハム）。
アカホシ（赤星憲広）
外野手。2001年入団。入団から5年連続盗塁王を記録したチーム一の俊足（『モリモリッ!ばんちょー!!キヨハラくん』でも頻繁に登場）。
ホシノが提案した忍者野球では、爆発と身代り人形を利用して、ランニングホームランを決めた（アカホシいわく、「トラトラ忍法体当たりの術」）。
背番号は53。
ヤブ（藪恵壹）
投手。板神暗黒時代のエース。群衆シーンを含め、板神の選手では出番が多い方だった。
背番号は18（登場時） → 4（2002年以降）。
カワジリ（川尻哲郎）
投手。1995年入団。孫悟空に変身したクワタが先発を務めた試合の先発投手だった。
背番号は41（登場時） → 19（1998年以降）。
ユフネ（湯舟敏郎）
投手。台風ゴローが接近した試合の先発投手だった。初回からカイアンツ打線に捕まり、10点を失う。
2001年近鉄に移籍して、同年引退。翌年板神で1年間コーチを務めた。
背番号は15（板神） → 34（近鉄） → 91（板神コーチ）。
フジタタイヨウ（藤田太陽）
投手。2001年、ドラフト1位で入団。2001年の開幕投手だった（実際はこの年、藤田は開幕戦の先発投手ではなく、リリーフで登板している）が、あまりパッとした成績を残していない。
ノムラの薬で小さくなったマツイを甘く見ていたために、痛い目に遭った。
背番号は15。
イガワ（井川慶）
投手。1998年入団。ホシノ政権から、球界を代表するエースに覚醒（『モリモリッ!ばんちょー!!キヨハラくん』でも頻繁に登場）。
背番号は29。
ワダ（和田豊）
内野手。セリフはまったくないが、モブで頻繁に登場していた。2001年現役引退。引退後はコーチに就任。
背番号は6（現役） → 86（コーチ）。
イマオカ（今岡誠）
内野手。1997年入団。板神の1番打者。『モリモリッ!ばんちょー!!キヨハラくん』から大幅に出番が増える。
マツイとクワタのお医者さんごっこに乗せられて、三振をしてしまった。
背番号は7。
カタオカ（片岡篤史）
内野手。2002年、FAで日ハムから移籍した。移籍以降は群衆シーンを含め、大幅に出番が増えるようになった。
ホシノが提案したお好み焼きの刑に参加していた選手（選手の体にキャベツ、紅しょうが、イカ、揚げ玉をまいていた）。
背番号は一貫して8。
サイトーヒデミツ（斉藤秀光）
内野手。2002年、オラックスから移籍。控えの選手で、漫画での登場は1コマのみ。
マツイとクワタのお医者さんごっこでは、バット型の体温計を口の中に突っ込まれていた。
背番号は54（オラックス） → 40（板神）。
くーるぼー（スコット・クールボー）
外国人内野手。1995年入団。乱闘の間に集合した板神代表の暴れん坊。1996年退団。
背番号は32。
じょんそん（マーク・ジョンソン）
外国人外野手（または内野手）。1999年入団。前半大活躍だが、後半は弱点を付かれ、さっぱりだった。同年退団。
背番号は42。
たらすこ（トニー・タラスコ）
外国人外野手。2000年入団。キヨハラがチームを乗っ取った際、三振の罰に同じく三振をしたヒロサワ、ツボイ、シンジョーとともにすっ裸にされていた。同年退団。
背番号は42。
ほわいと（デリック・ホワイト）
外国人外野手。2002年入団。ホシノが提案したお好み焼きの刑に参加していた選手。同年退団。
背番号は6。
ありあす（ジョージ・アリアス）
外国人内野手。2000年オラックスに入団して、2002年板神に移籍した。
マツイとクワタのお医者さんごっこで、ナースマツイにペロペロに顔をなめられて、気が散って三振した。
背番号は5（オラックス） → 14（板神）。
パース（ランディ・バース）
1985年、板神を優勝に導いた史上最強の助っ人。ハラの引退試合にゲストで登場した（本編では6年ぶりに登場）。
背番号は44。
カケフ（掛布雅之）
1985年、板神を優勝に導いた当時の4番打者。ハラの引退試合にゲストで登場した（本編では6年ぶりに登場）。
背番号は31。

### 中日ドラポンズ
タカギ監督（高木守道）
前々中日の監督。1995年途中退団。『ベロベロベースボール』では変なキャラクターだったが、作中では普通の性格になっている。
背番号は81。
ホシノ監督（星野仙一）
前中日の監督。1996年就任。2001年退団。
詳細は主要人物を参照。
ヤマダコーチ・監督（山田久志）
元板急のエース。オラックス・中日のコーチであり、2002年ホシノの後を受け、監督に就任した（本編で12年ぶりに登場）。
コーチ時代、ホシノの暴走を止める役だった。監督就任後、10巻で起きたマツイ争奪戦に参戦しているシーンがある。
背番号は67（1994年） → 71（1995年） → 75（1999年） → 71（2002年）。
イマナカ（今中慎二）
元エース。1996年頃に左肩を痛め、以降低迷。2001年現役引退した。
エースだった頃、投球をしながら「しっかり投げないと監督にぶっ飛ばされるからな〜」と独り言を言っていた。
花粉入りボールをマツイの顔面に当てたことがある（ただしこれはあくまでタカギ監督（それとボールボーイに化けていたノムラ監督）に命令されたものであり、本人は「いいのかな〜…」と言っていた）。
背番号は14。
そん・どんよる（宣銅烈）
抑え投手。1996年入団。1999年現役引退。旧名はゾン・トンヨル。
顔がブクブクしているために、よくマツイに狙われる。
背番号は20。
ノグチ（野口茂樹）
投手。よくカイアンツ打線に打たれ、ノックアウトで降板のシーンが多い。
背番号は57（登場時） → 47（1995年）。
ヤマモトマサ（山本昌広）
投手。漫画での登場は1コマのみ。「ソコソコウテール」を飲んだマツイにホームランを打たれた。
背番号は34。
カワカミ（川上憲伸）
エース。1998年入団。当初はただのモブ。『モリモリッ!ばんちょー!!キヨハラくん』から大幅に出番が増えるようになる。
背番号は11。
ナカムラ（中村武志）
正捕手。名前を呼ばれたことはあるが、捕手というポジションなためにあまり目立っていない。2002年横浜に移籍。
2005年、楽ちんイークルス（東北楽天ゴールデンイーグルスがモデル）に移籍以降、やっとセリフがもらえた（『モリモリッ!ばんちょー!!キヨハラくん』より）。
背番号は一貫して39。
タツナミ（立浪和義）
内野手。中日を代表する選手であり、漫画でも頻繁に登場していた。観客によると「ハンサムボーイ！」。
ホシノのなだめ役が多い。LP学園出身で、前作でキヨハラ、クワタの後輩キャラだったが、現在はまったくからんでいない。
背番号は3。
ヤマサキ（山崎武司）
内野手。細目で大柄なホームランバッター。かなり太っている。漫画ではタツナミと同様出番は多く、オールスター戦などに頻繁に登場している。2003年、オラックスに移籍した。
背番号は22（中日） → 5（オラックス）。
タイホー（大豊泰昭）
内野手。台湾出身のホームランバッター。1998年板神に移籍。2001年中日復帰。2002年現役引退。
中日では中日の大砲というキャッチフレーズを持ち、大砲の物真似を得意としていた。板神ではノムラに付き合わされ、試合の中止を願い、雨乞いに参加など、ろくでもないことをやらされていた。
背番号は55（登場時） → 60（2001年以降）。
タネダ（種田仁）
内野手。別作品笑ってよ!!タネダくんの主人公。2001年途中、ハル（波留敏夫）との交換で横浜にトレードされた。
漫画で走塁中のマツイにビビり、守備位置から逃げ出したことがある。
タネダくんでは無口で無表情の不思議キャラだった。
背番号は1（登場時） → 49（1998年） → 12（横浜移籍後）。
フクドメ（福留孝介）→ フグトメ
外野手。元は1996年、ドラフトで7球団が指名した高卒のルーキーだった。その時は指名を断るも、1999年ドラフト1位で中日へ入団。10巻の表紙に登場しているキャラクターの一人。2008年シカゴ・カブスに移籍し、2013年阪神の選手へ。
1996年、クワタが勝手に作った新球団「プリティーズ」のメンバーに加わったことがある。
『コロコロアニキ』版では、板神の選手として登場し、オールスターにスタメンで出場した。名前は、フグトメに変更された。
背番号は6（LP学園時代） → 1（中日入団後）→ 8（板神時代）。
セキカワ（関川浩一）
外野手。1998年、板神から移籍。中日のトップバッター。
背番号は21（登場時） → 22（1997年） → 23（1998年以降）。
イノウエ（井上一樹）
外野手。1998年以降、レギュラーに。2001年、消防車と合体して火消しサイボーグになったキムラと対決したことがある。
背番号は38（登場時） → 99（1996年以降）。
ピャウエル（アロンゾ・パウエル）
外国人外野手。1992年入団。1998年板神に移籍して、同年退団した。
背番号は一貫して30。
ゴールズ（ダネル・コールズ）
外国人外野手。かつてオラックスやタイエーで活躍したフーマー代理人の紹介で1996年入団。1997年板神に移籍して、同年退団した。
背番号は4（中日） → 21（板神）。
ぎゃらーど（エディ・ギャラード）
外国人投手。2000年入団。そん・どんよるの後を受け継ぐ抑えとして活躍。2003年途中、横浜に移籍。
ツーアウト満塁のピンチを作り、ホシノに降板を告げられ、ホシノが代わりに登板したことがある（その際、「テメーら燃え方が足らんのじゃー！」と言われ、ホシノに蹴り飛ばされた）。
背番号は52（登場時） → 18（2001年） → 32（横浜移籍後）。

### 広島カーブ
ミムラ監督（三村敏之）
前々広島の監督。1994年就任。1998年退団。緊張しやすく、気が小さい性格。
1996年、オールスターファン投票不正行為発覚で試合に出られないノムラに代わり、急遽セ・リーグの監督になったことがある。
1996年、首位独走で有頂天になり、新聞の一面で高笑いしていた（しかし後半失速して、カイアンツのメークドラマに貢献する羽目になった）。
背番号は78。
ヤマモト監督（山本浩二）
2001年現場復帰。前作から9年ぶりの登場を果たした。10巻のマツイ争奪戦に参戦しているシーンがある。
背番号は8。
サワザキ（沢崎俊和）
投手。1997年、ドラフト1位で入団。スーパーストロング野球スーツを着たキヨハラを相手に、敬遠の球を投げるもインチキでホームランにされたことがある。
背番号は14。
ササオカ（佐々岡真司）
投手。吹き出物が多く、ナスのような顔をしている。
大暴れしたゴリローの被害にあった一人。足を掴まれ、体をブンブン振り回されていた。
背番号は18。
セト（瀬戸輝信）
捕手。打席に立ったキヨハラがホームランの神様と会話をしているのを見て、変な顔をしていた（ホームランの神様はキヨハラとクワタ以外に見えないため）。
背番号は28。
ノムラ（野村謙二郎）
内野手。セリフは少ないが、群集シーンに多く登場している。
背番号は7。
ヒガシデ（東出輝裕）
内野手。1999年入団。漫画で2000年のオールスターに1回だけ登場していた。
背番号は46（登場時） → 2（2000年以降）。
マエダ（前田智徳）
外野手。セリフはまったくないが、群衆シーンで登場が多いキャラクター。オールスター戦では頻繁に登場している。
背番号は1。
オガタ（緒方孝市）
外野手。1番打者。ゴリローの剛速球を口で受け取ったマツイに驚いていた。
背番号は37（登場時） → 9（1996年以降）。
カネモト（金本知憲）→ ガネモト
外野手。当初はただのモブ。2003年、FAで板神に移籍。その後扱いもキャラクターも変わり、『モリモリッ!ばんちょー!!キヨハラくん』のサブキャラクターとして活躍するようになる。
大暴れしたゴリローの被害にあった一人。ゴリローに踏みつぶされていた。
『コロコロアニキ』版では、板神の監督として登場し、2016年のオールスターに登場した。2019年の冬号ではクワタのスマホのアプリから広島時代の1998年の姿で登場した。2019年のオールスターでは、現在の姿で登場し、広島時代のユニフォームでクワタのドッキリに協力した。名前はガネモトに変更された。
背番号は10（広島） → 6（板神）。
チョコ（ロビンソン・チェコ）
球界初のドミニカ出身の外国人投手。1995年 - 1996年の2年間在籍した。
テンションが高い。マウンド上では常に「ウォッシャー!」と叫んでいる。絶好調の時は「ウンコチンチンガッツポーズ」というパフォーマンスを披露している。
背番号は106（登場時） → 50（1996年）。
ミンヂー（ネイサン・ミンチー）
外国人投手。1998年入団した広島のエース。2001年ロッテに移籍した。
背番号は43。

### 横浜ペイスターズ
※1994年～1997年での連載中にて監督を務めたコンドウ監督（近藤昭仁）、オオヤ監督（大矢明彦）は、本作には、未登場であった。
ゴンドー監督（権藤博）
前横浜の監督。1998年就任。2000年退団。就任1年目から、横浜を日本一に導いた。
立ち上がった状態で、頬に手のひらを当てる変な癖を持っている。怒ると怖い。なかなかの根性がある。
元近鉄・タイエーのコーチであり、ベロベロベースボール、いけいけ!!スワローズにも登場していた。オーギ監督、ノムラ監督とは犬猿の仲だった。
1998年、カイアンツに逆転優勝を決められ、「ウソでしょー?」という顔で唖然としている姿がある（実際は横浜が優勝）。このシーンのみ、頬に手のひらを当てていなかった。
背番号は72。
モリ監督（森祇晶）
横浜の監督。2001年就任。2002年途中退団。
詳細は西部ライアンズを参照。
ササキ（佐々木主浩）→ ザザキ
投手。150キロの剛速球、フォークボールが武器の抑えのエース。別名ハマの大魔神。
2000年、FAでシアトル・マルナーズに移籍した。その後、いちろうとチームメイトになった。
2000年、日本シリーズに日米野球視察という目的のために、チアガールに変装して福岡ドームに潜り込んでいたことがある（その女装したササキにマツイは惚れてしまう）。
日米野球で未完成の「デカデーカ」を飲まされ顔だけ巨大化したり、ガッピー星人に能力を吸い取られフニャフニャの体にされたことがある。
ナガシマは「ランプの魔人」に「ササキが欲しい！」という願いごとをしていた（その願いから出てきたのは「ササキハルオ」というただの会社員だった）。
『コロコロアニキ』版では、2019年の冬号でクワタのスマホのアプリから1998年の姿で登場した。2019年のオールスターでは、現在の姿でクワタのドッキリに協力し、横浜時代のユニフォームで登場してマツイと対決した。名前はザザキに変更されている。『キヨハラくん』では過去のオールスターで登場している。
背番号は一貫して22。
ミウラ（三浦大輔）
ハマのエース。超強力エアコンのせいで、吹雪になった東京ドームで、カイアンツと試合をしていた際の先発投手だった。鼻水が凍り、雪を頭に積らせた状態で、震えながら投球をしていた。
『コロコロアニキ』版では、コーチになっており、現実の三浦のリーゼントと同じくリーゼントスタイルである。2021年から監督に就任しているが、最終回でも登場しなかった。
背番号は46（登場時） → 18（1998年から2020年まで）→81（監督時代）。
コミヤマ（小宮山悟）
元ロッテのエース。普段はサングラスを掛け、ヒゲを生やしている。2000年横浜に移籍して、その年のオールスター戦の群衆シーンに登場していた。2002年、FAでニューヨーク・マッツに移籍。同年退団した。
背番号は14（ロッテ） → 27（横浜） → 17（マッツ）。
タニシゲ（谷繁元信）
正捕手。小さい前歯を持ち、丸顔。2002年、FAで中日に移籍。
マツイが投げた球を「すげぇ」と言いながら、驚いているシーンがある。
背番号は8（横浜） → 7（中日）。
コマダ（駒田徳広）
内野手。前作の主要人物の一人。元はカイアンツの選手だった。1994年、FAで横浜に移籍した。
前作では馬面という理由で、馬扱いをされてはよくいじられるキャラだった。今作で扱いはモブになり、出番は減ってしまったが、横浜を代表する一人になってオールスター戦等に頻繁に登場している（第2巻での1995年のオールスターの回では、本職の内野ではなく、外野手として、出場していた）。
2000年現役引退。7巻の「本塁打王はどっち?」という話に1コマだけ、登場していたのが最後の登場シーンになった（マツイのケツバットでの本塁打に唖然としているシーン）。
背番号は10。
ハル（波留敏夫）
外野手。ハマの核弾頭と称された2番打者。2001年途中、中日にタネダとの交換でトレードされ、2003年ロッテへ移籍した。
漫画では2000年のオールスター戦で1回だけ、登場している。
背番号は2（登場時） → 1（2001年初期） → 8（2001年後期）。
サエキ（佐伯貴弘）
外野手。乱闘の間に集合した横浜代表の暴れん坊。
背番号は26（登場時） → 10（2001年以降）。
ぶらっぐす（グレン・ブラッグス）
外国人外野手。1993年〜1996年の4年間在籍した。マツイが投げた球を見て、「ヒェーッ!」と言いながら、驚いているシーンがある。
背番号は44。
ロース（ロバート・ローズ）
外国人内野手。1993年〜2000年の8年間在籍した横浜史上最強の助っ人。
背番号は23。

### 西部ライアンズ
モリ監督（森祇晶）→モル監督
前々西部の監督。前作の主要人物の一人。ベロベロでは主役キャラ、1994年退任。2001年、横浜の監督に就任。2002年退任。
横浜では6年ぶりの再登場になった。しかし西部時代と容姿が変わって、かなり老けてしまっている。
日本シリーズ敗戦を逆恨みして、オー、ノムラの3人でカイアンツのV旅行の邪魔を企み、ハワイに向かったことがある。
ハワイアンガールの女装姿の自分にマツイを一目惚れさせてしまい、マツイにキスをされ、追い回されるはめになったことがある。
横浜ではクワタの陰謀でマツイを10億円で引き抜こうとしたが、他球団との争奪戦になって失敗。
『コロコロアニキ』版の最終回でも登場。現在のゾフトハンクのグドー監督に対決を挑んでいる。名前はモル監督に変更した。
背番号は一貫して81。
ヒガシオ監督（東尾修）
前西部の監督。1995年就任。前作では現役選手、解説者として登場している（本編では5年ぶりに登場）。性格は前作とほぼ変わっていない。2001年勇退。
常にハイテンション。特にオールスター戦等の監督を引き受ける場合は、いつも以上のテンションで、闘志むき出しな熱血監督に変貌する傾向がある。
対オラックス戦でいちろうに、試合の結果をあみだで決めるように進められ、バカにされたことがある。
キヨハラのカイアンツ入団の決まった際、キヨハラの前に出てきて「移籍をするなら腹を切る!」と言ってやけを起こし、自殺を図ったことがある（キヨハラの夢の話）。
乱闘の間に西部代表で登場したことがある。だが吹き出しのせいで顔が見えない。
ノムラ監督と表面上は手を取り合っているが、実は仲が悪いため、1997年のオフには殴り合いをしている。
マツザカ入団後は過保護にマツザカをかわいがるようになり、西部ドーム全体に（マツイ対策として）「マツザカガードシステム」なるものを設置したり、屈強なボディーガードを雇うなど、マツザカに対して非常に甘い態度を取るようになった。「マツザカもカッコイイけど、ボクもカッコイイでしょ」と女性ファンに声をかけるも「あんたみたいなオヤジはおよびでないわよ」と言われ、苦笑いしていた。
1999年のオールスターでマツイ殺人事件が起きた際（実際は寝ていただけ）、クワタに「マツザカをマツイから、守るために殺した」と真っ先に疑われたことがある。
2000年以降はオールスターで目立つことはなくなっていった。
2013年に同作者が描いた「WBCだよ!たなかマーくん」ではコーチとして登場。「イシダジュンイチの義理の父親」と言われるのが苦手。
背番号は78。
イハラ監督（伊原春樹）
西部の監督。2002年就任。ハエが止まってもビクともしない。一見クールで冷静を装っているが、性根はかなりお茶目な性格である。
日本シリーズを棄権してしまったことがある。
偵察が得意であり、他所の鍵をこじ開けることに慣れている。
ヒガシオ監督期では1軍コーチを務め、三塁ベースコーチをやっていた。2000年の1年だけ、板神のコーチをやっていたことがある。
背番号は73（西部コーチ） → 80（板神コーチ） → 73（西部監督）。
マツザカ（松坂大輔）→ マジザカ
1999年に入団した西部のエース。いちろうを超える球界のスーパースター。
基本的に大人しいが、時折人を食ったような性格を見せることがある。
新人時代はマツイに松阪牛の新種と誤解され、よく襲われていた（後に襲われることはなくなった）。また、ナガシマ監督にも狙われていた。
2000年のオールスターでは先発し、6回を迎えてもまだ続投していた（現実では投手は3イニングを超えて登板することはできない）。
ヒガシオに非常に甘やかされており、とても可愛がってもらっていた。イハラにはよくろくでもない作戦につき合わされては、ひどい目に遭っていた（サルのぬいぐるみを着せられたのだが、クワタには見透かされてしまい、丸刈りにされてしまった）。
「ギュッと!マツザカくん」というメインのスピンオフ漫画を持っている。そこでは練習を嫌って、全部演出で誤魔化している、ただのインチキ小僧に変わっている。メス牛達によるファンクラブも登場している。
例年、近鉄のナカムラノリと関わりを持つことが多かった。
2002年、故障で後半戦を棒に振るも、その間に体を肉体改造で、マツイ以外に誰も打てない剛速球を投げ、何連投しても平気な体に肉体を変貌させた（本人いわく、マッチョザカ）。日本シリーズ3連投で3連勝。第4戦にも登板していた。
『コロコロアニキ』版では、2019年の春号で中日に所属しており、クワタが開かれた大会の18番グランプリに参加した。顔はヒゲをそっているイメージだった。2020年は西部に移籍し復帰をしたが漫画は登場していない。『キヨハラくん』では過去のオールスターで登場しているが、名前が違っているらしい。名前はマジザカに変更。
背番号は18→16（2020年）。
シオザキ（潮崎哲也）
投手。前作のサブキャラの一人。ベロベロベースボールでは脇役キャラクターだった。1997年の日本シリーズでは第1戦の先発をした。王様ごっこをしていたマツイ、クワタ、ナガシマ監督の被害に遭った一人。
西部黄金期のメンバーで最後まで、西部に残っていた人物の一人。
背番号は16。
スギヤマ（杉山賢人）
投手。ベロベロベースボールで活躍していたキャラクターの一人。1999年板神、2000年近鉄、2001年横浜に移籍して同年引退した。
1997年の日本シリーズ第1戦で、シオザキのリリーフで登場した。
背番号は29（西部）→17（板神）→26（近鉄・横浜）。
ワタナベ（渡辺久信）
前作の主要人物の一人。元エース。1998年、ヤグルトに移籍。その後台湾球界に移り、2001年現役引退した。ベロベロベースボールでは髪の毛が薄くなった悲しいキャラクターだった。
低迷期に陥っていたために、出番は2コマしかなかった。
月刊誌BUBKAの「激空間!!プロ野球祭り」に置いて西部ライアンズ・監督に就任、13年ぶりに登場をした。
『コロコロアニキ』版の最終回では31年後の日本に来たことになりイシケ同様、パニック状態なったが、試合に望んだ。
背番号は41（西部）→21（ヤグルト）。
イトー（伊東勤）
正捕手。前作のサブキャラの一人。イハラ期では総合コーチ兼捕手。2003年現役引退。
元々キャッチャーマスクのせいで、特に目立っていないキャラクターだった。他の黄金期メンバー退団から、出番は増えている。
1997年までオールスター戦でのスタメン捕手を務めていたが、翌年からはジョージマにその座を奪われた。
2004年、監督に就任するも、前の3人が皆目立っていたにもかかわらず、『モリモリッ!ばんちょー!!キヨハラくん』では彼の出番はなかった。
背番号は27。
イシゲ（石毛宏典）→イシケ
内野手。前作の主要人物の一人。ベロベロでは脇役キャラ、
1995年、ネモト前監督に誘われFAでタイエーにクドーと共に移籍する。
1996年現役引退。1998年、タイエーの2軍監督に就任するも1年で解任。2002年、オーギの後任としてオラックスの監督に就任した。
前作、ベロベロのキャラクターはまったく変わっていない。
1巻の「福岡ドームは大爆発!」を最後に全く出て来なくなった。オラックス監督就任以降はマツイ争奪戦に参戦しているシーンがあり、1コマだけ6年ぶりに登場した。
自分の鼻を掃除機の代わりにマツイに使われたことがあり、それが彼に取っての最後のギャグになった。
2003年、一カ月を待たずに監督を解任される。
『コロコロアニキ』版の最終回では現在の31年後の日本に来たことになりパニック状態なった。名前はイシケに変更。
背番号は7（西部時代）→0（タイエー移籍当初）→7（1996年）→78（タイエー2軍監督）→87（オラックス監督）。
タナベ（田辺徳雄）
内野手。前作のサブキャラクターの一人。2000年カイアンツに移籍して、同年引退した。引退後は西部のコーチになった。
1994年の日本シリーズでマツイの強面にビビり、気を失ったことがある。
背番号は6（西部）→23（カイアンツ）→76（西部コーチ）。
マツイカズオ（松井稼頭央）→ マズイガズオ
内野手。主人公のマツイヒデキと同姓なために、よく「西部のマツイ」、またはフルネームで呼ばれている。
1998年、オールスター冬季オリンピックで、いちろうとコンビを組んでボブスレーに出ていたことがある。
『コロコロアニキ』版では、2019年の冬号でクワタのスマホのアプリから1998年の姿で登場した。名前はマズイガズオに変更されている。
背番号は32（登場時）→7（1997年以降）。
タカギタイセイ（髙木大成）
内野手。1997年の日本シリーズで王様ごっこをしていたマツイ、クワタ、ナガシマ監督の被害に遭った一人。
背番号は10。
ササキ（佐々木誠）
外野手。1994年、世紀のトレードでタイエーから移籍。1999年板神に移籍。2000年に現役引退した。
背番号は1（西部）→8（板神）→73（タイエーコーチ）。
ワダ（和田一浩）
外野手。かつての死球王カナモリコーチに鍛えられ2002年に大ブレイクした和製大砲。漫画ではイトー、マツイカズオと共に何度かモブで登場している。
背番号は22（登場時）→5（2000年以降）。
かぶれら（アレックス・カブレラ）
外国人内野手。2001年入団。ワダと同じくカナモリコーチに鍛えられ驚異的なペースでホームランを量産する。パ・リーグ代表の大砲。
明るい性格だが、わがままな所がある。初登場のオールスター戦で監督のオーを脅して、1番打者にしてもらった。
イハラの作戦に付き合わされて、マツイがコレクションにしているぬいぐるみのフリをイハラ、マツザカの3人でやっていたことがある。
足の指でバットを握り、打球を打つことが出来る。
賞品に目がない。脇毛が濃い。
背番号は42。

### オラックス・ブリーウェーブ、オラックス・ブルーウェープ
オーギ監督（仰木彬）
前オラックスの監督。1994年就任。2001年勇退。元近鉄の監督。前作を引き続いて登場しているキャラクターの1人。ゴンドーとは険悪な仲だった。
いちろうを極端にかわいがっている。基本的にまともだが、ノリやすい一面があり、茶目っ気もある。
1996年ごろまで頻繁に登場していた。しかしチームの優勝が遠ざかるにつれ出番は減っていき、オールスターでも群集シーンにしか出て来なくなった。
1997年、話のオチでカイアンツの新監督になっていたことがある。
2001年、オープン戦で久々に登場。しかし、いちろうの退団が原因で、往年の元気はなくなって精神的に老け込んでいた。
背番号は72。
イシゲ監督（石毛宏典）
オラックスの監督。2002年就任。2003年途中で解任された。
詳細は西部ライアンズを参照。
いちろう（イチロー）→ イジロー
外野手。1994年以降、パ・リーグのスーパースターになった天才バッター。ポーカーフェイスを気取っているが、性格はお茶目。
人を食ったような性格をしているが、騒動に巻き込まれて被害者になる場合も多く、マツイ相手によくポーカーフェイスが乱れていることが多い。
別作品フリフリ!イチローくんの主人公。
エアバッグを愛用している。
一本糞という特技を持っている。
日産自動車のCMに出演していた時期は、常に「かわらなきゃ!」と言っていた。
ハウス食品の「バーモントカレー」のCMに出演していた影響でカレー好きになった。
1996年、クワタが勝手に作った新球団「プリティーズ」のメンバーに加わったことがあり、また1997年、強引な引き抜きで、カイアンツに入団したことがある。
1999年、マツザカにパ・リーグのスーパースターの座を取られ、オールスターでいちろうは老人のように老け込んでしまい、静かにお茶を飲んでいた。
2001年、ポスティングシステムを利用して、シアトル・マルナーズへ移籍した。
2001年3月、自身が開発したクローンマシーンを使って自分のクローンを8人作り、「いちろうず」を結成してカイアンツと対戦したことがある。
2002年、日米野球で三瓶のネタを「いちろーのアメリカンジョーク」に名前を変えて、やっていたことがある。
初登場シーンで、彼はオザワイチロー（小沢一郎）のマスクをかぶり、物真似をしていた。
『コロコロアニキ』版では、2019年の冬号でクワタのスマホのアプリから1998年の姿で登場し、ズガノのすっぽ抜けの球を楽々打つなど天才的な打撃を見せて活躍した。2019年のオールスターでは、現在の姿で登場し、オラックス時代のユニフォームでクワタのドッキリに協力した。名前はイジローに変更された。『キヨハラくん』では過去のオールスターで登場している。
背番号は一貫して51。
オカダ（岡田彰布）
内野手。前作のサブキャラの一人。1993年板神から移籍してきた選手。群集シーンに出ているのみでセリフはない。1995年現役引退。
引退後はオラックス、板神でコーチを務めた。
1995年の日本シリーズで寝ぼけたマツイに、バットでしばき倒されていた。
背番号は10（オラックス） → 85（オラックスコーチ） → 80（板神コーチ）。
ババ（馬場敏史）
内野手。1994年、タイエーから移籍。1997年途中、ヤグルトにトレードされ、2000年現役引退。引退後はオラックスのコーチになった。
1995年の日本シリーズの試合中に、審判を引き受けたナガシマにコーチを受けたことがある。
背番号は35（オラックス移籍当初） → 2（1995年） → 54（ヤグルト移籍当初） → 4（1998年） → 76（オラックスコーチ）。
タグチ（田口壮）
外野手。オラックスの選手でいちろうの次に、出番の多いモブキャラクター。2001年、FAで大リーグに移籍した。
1998年、オールスター冬季オリンピックのスピードスケートに代表選手で登場していた。
背番号は6（オラックス） → 99（大リーグ）。
フジイ（藤井康雄）
外野手。オラックスの主砲。2002年現役引退して、コーチに転任。
1995年の日本シリーズで寝ぼけたマツイに、バットでしばき倒されていた。
背番号は8（現役） → 72（コーチ）。
タニヨシトモ（谷佳知）
外野手。1997年入団。漫画ではモブで何度か登場していた。10巻の表紙に登場しているキャラクターの一人。
背番号は10。
タニリョージ（谷良治）
打撃投手。元はオラックスのリリーフだった。1996年の日本シリーズに登場している。
背番号は106。
ホシノ（星野伸之）
エース。2000年、FAで板神に移籍。2002年、現役引退。漫画では時々モブとして登場している。
背番号は28（オラックス） → 34（板神）。
ノダ（野田浩司）
投手。2000年現役引退。1995年の日本シリーズでマツイから、頭突きをくらう。
背番号は21。
J・D（D・J）
外国人外野手。1995年〜1997年の3年間在籍した。
1995年の日本シリーズで三塁線の際どい当たりを打つも、審判を務めたナガシマやマツイのボケでファウルにされたことがある。
背番号は24。

### 近鉄バッパローズ
ナシダ監督（梨田昌孝）
近鉄の監督。2000年就任。2001年、近鉄の優勝監督になった。
ニコニコしているが、時折黒い一面をのぞかせることもある。前述のマツイ引き抜き争奪戦に参戦していた。
2002年のオープン戦で、野菜のかぶり物をしたマツイ・キヨハラ・モトキに戦隊物のノリでリンチをされたことがある。
元2軍監督。コーチ時代はベロベロベースボールに登場していたことがある。
背番号は一貫して73。
ノモ（野茂英雄）→ ノボピデオ
投手。1995年、ロサンゼルス・ドシャースへ移籍して、メジャーリーグのスーパースターになった。その為初登場は退団直後となっている。前作を引き続いて登場しているキャラクターの1人。
前作同様、持ちネタに全部牛が絡んでいる。
渡米後は雌牛に興味を持ち、メス牛でハーレムを作り、牛と共同生活を送っている（本人いわく、「彼女」）。名前はジュリアン、ステファニー、ストロベリーなど。だが、その牛はほとんどがマツイにビーフステーキやカレーのだしにされるなど、食い殺される運命になっている。
前作同様、常識人を振り回しているマイペースキャラ。しかしマツイ相手によく振り回されては酷い目に遭わされている。メス牛を食い殺しているマツイとは天敵関係。
近鉄退団後、タイエーとカイアンツのオープン戦で始球式に呼ばれていた。
1996年の日本シリーズで助っ人としてカイアンツに参加した。
1996年、クワタが勝手に作った新球団「プリティーズ」のメンバーに加わったことがある。また1997年、強引な引き抜きで、カイアンツに入団したことがある。
1997年オフ、イラブと共にノムラが和尚の「いぼ寺」に弟子入りしたことがある。しかしあまりの修行の厳しさで激やせして、容姿が誰だかわからないぐらいに変わってしまっていた。
1998年、ニューヨーク・マッツにトレードされる。それ以降は様々な球団を渡り歩き、2002年ドシャースに復帰した。
漫画では1998年頃から、まったく出番がなくなっていた（前述のやせ細った姿が最後の登場になった）。2002年、日米野球の話の冒頭の扉絵で4年ぶりに登場。最終話の全員集合場面のシーンでも、小さくモブとして登場している。
一頭しか確認されていないが、山田という凶暴な暴れオス牛もいる（本人いわく、「友達」）。
メス牛と恋人関係に発展するギャグは後半、当初ノモの足を引っ張ってばかりのマツイが受け継いだ。
『コロコロアニキ』版では、2019年のオールスターで登場し、近鉄時代のユニフォームでクワタのドッキリに協力しマツイと対決し得意のフォークを打たれた。名前はノボピデオに変更された。
背番号は11（登場時） → 16（1995年） → 11（1999年） → 23（2000年） → 11（2001年） → 10（2002年以降）。
ナカムラノリ（中村紀洋）→ ナガムラノリ
内野手。近鉄を支える若きホームランバッター。近鉄不動の4番打者。
後半から登場回数が増え、2001年の優勝を境に頻繁に出るようになった。
「いてまえコンビ」の片割れ・ろーず、同じパ・リーグのスーパースター・マツザカとの共演が多い。
2001年シーズンオフにナシダ監督の命令を受けて、ろーずとともに優勝をするための虎の巻をカイアンツから奪おうとするが失敗した。
マツイと饅頭の大食い対決をしたことがある（マツイの圧勝に終わる）。
最終話の特別番組のゲストとして呼ばれていた。しかし何もしゃべらないまま番組は終了した。
『コロコロアニキ』版では、2019年の冬号でクワタのスマホのアプリから1998年の姿で登場し、豪打を見せるなど活躍した。名前はナガムラノリに変更されている。『キヨハラくん』では過去のオールスターで登場している。
背番号は66（登場時） → 3（1997年） → 5（2001年以降）。
ろーず（タフィ・ローズ）
外国人外野手。1996年入団。当初はただのモブだった。2001年のブレイクから、サブへ昇格した。
ナカムラとはいてまえコンビを結成している仲だが、ナカムラを乗り物の代わりに利用したり、ノムラに誘拐された時は「自分だけでいいから助かってほしい」と悲願するなど、結構マイペースな性格である。
決めゼリフは「ヨッシャー!」「イテマエー!!」等。
背番号は20。
ヤマモト（カズ山本）
1996年、タイエーから移籍してきた外野手。1999年現役引退。
1996年のオールスターゲームで、特別参加で登板したアムロナミエから三振を取られたことがある。
乱闘の間に、近鉄代表の暴れん坊として登場していた。
背番号は29（タイエー） → 92（近鉄）。
オームラ（大村直之）
外野手。2002年のオープン戦で、クワタのクイズ$ミリオネアのパロディネタに付き合わされていた。
背番号は60（登場時） → 7（1999年以降）。
サノ（佐野重樹）
投手。2000年、中日に移籍するも同年戦力外通告を受ける。その後渡米して2003年、オラックスに復帰した。
単行本の4巻に帽子を被っていない状態で登場しているが、本編では一度も出てきていない。
背番号は37（登場時） → 14（1995年） → 31（中日） → 68（オラックス）。

### 福岡タイエーハークス
オー監督（王貞治）
福岡タイエーの監督。1994年にネモト監督（根本陸夫）が勇退し、1995年就任。元カイアンツの監督。前作に引き続いて登場しているキャラクターの1人。
6年ぶりに現場復帰を果たしているが、当初はパの弱小球団だったため、出番がなくなり、ハラの引退試合を最後に1999年の日本シリーズまで3年間出番がなかった。
キャラクターは前作とほぼ変わっていない。しかしクワタとは面識がなくなったり、再登場後はチームの調子が上昇したためか、ニコニコ笑っている表情が多くなっている。
前作同様「タコ」と呼ばれるのを嫌がっている。しかし再登場後は積極的にタコ踊りを披露している姿が多い。
ナガシマとは永遠のライバル関係。
ノムラの悪事に参加して、カイアンツのV旅行の邪魔を企み、モリを加えた3人でハワイに向かったことがある。
本拠地の福岡ドームを汚されることを嫌っている。しかし監督就任後、初の登場話でカイアンツナインにめちゃくちゃにドームを壊された。
カイアンツ秘密特訓場の4番候補の審査員としてナガシマ、カワカミとともに登場したことがある。
ハラ引退試合パート2で対戦チームの監督を引き受けたことがある。
2000年の日本シリーズでナガシマ相手に、目がでかいこと、デコが広いことをネタにどっちが名監督であるかを競い合っていた。
前述のマツイ引き抜き争奪戦に参戦していた一人。
別作品『フリフリ!イチローくん』で、負けると悲しそうな顔をするキャラクターになっている。
背番号は89。
ワカタベ（若田部健一）
個性的な眉毛が特徴の投手。2003年、FAで横浜に移籍した。
1995年のオープン戦ではマツイにバズーカ砲で黒コゲにされたり、2000年の日本シリーズではマツイのせいで顔面に大怪我をするなど、ろくな目に遭わない。
背番号は14（タイエー） → 21（横浜）。
ジョージマ（城島健司）
タイエーの正捕手。1995年入団。オールスター戦でのスタメン捕手は、1998年以降ほとんど彼が務めている。
2002年のオープン戦でマツイの魔法により、牛に姿を変えられたことがある。
背番号は2。
マツナガ（松永浩美）
1994年、FAで板神から移籍した元オラックスの内野手。1997年現役引退。
1995年のオープン戦ではクワタが仕掛けた地雷により、真っ黒コゲになった。
背番号は3。
フジモト（藤本博史）
髭が特徴で太っているタイエーのホームランバッター。内野手。1998年、オラックスへ移籍。同年現役引退。別作品の『ベロベロベースボール』の最終回で、面白い顔で出場しているオールスター戦に出た。
乱闘の間にタイエー代表の暴れん坊として、登場していたことがある。
背番号は5。
コクボ（小久保裕紀）→ コクホ
タイエーを代表するホームランバッター。1994年入団。内野手。
2000年の日本シリーズではマツイのせいで、脳天に氷の破片が突き刺さってしまい、大怪我になった。
2002年のオープン戦でマツイの魔法により、牛に姿を変えられたことがある。
『コロコロアニキ』では、4号でさむらいジャパンの代表監督になり、クワタにもらったハンバーガーで腹を下していた。名前はコクホに変更された。
背番号は9→ 90（監督）。
アキヤマ（秋山幸二）→アギヤマ
1994年、ネモト監督が仕掛けたトレードで西部から移籍した外野手。2002年現役引退。前作の主要人物の一人。
前作とほとんど変わらない地味キャラ。しかしオールスターの群集シーンなど、タイエーの選手で1番登場回数が多いために、タイエーを代表する一人としてよく扱われている。
マツザカに人を食ったような投球（速球に見せかけたスローボール）で三振を取られたことがある。
『コロコロアニキ』版の最終回では西部時代に登場し、彼のスーパープレイを見せた。名前はアギヤマに変更。
背番号は1。

### 日ハムファイタンズ
ウエダ監督（上田利治）
前日ハムの監督。1995年就任。1999年辞任。元板急・オリッグスの監督である。
前作では活躍していたが、今作では出番がなかった。
1999年のオールスター戦では、1コマだけ8年ぶりに登場している。
背番号は88。
オーシマ監督（大島康徳）
日ハムの監督。2000年就任。2002年辞任。前作で選手として登場していた。
前述のマツイ引き抜き争奪戦に参戦していた一人であり、8年ぶりの登場であった。しかしウエダ同様、出番はそれっきりだった。
背番号は11（現役） → 77（監督）。
タナカユキオ（田中幸雄）
内野手。セリフはないが、群集シーンでの登場は日ハム選手では一番多い。
背番号は6。
オガサワラ（小笠原道大）
髭がトレードマークの内野手。1997年入団。2001年以降、ハムを代表する選手になり、カタオカの移籍後は、群集シーンでの登場が多くなった。
10巻の表紙に登場しているキャラクターの一人。
背番号は2。
グロス（キップ・グロス）
外国人投手。1994年 - 1998年の5年間在籍した日ハム史上最強の外国人投手。2年連続最多勝の実績を持つ。
漫画内で唯一、何もひねらず、現実のフルネームでそのまま登場した外国人である。
1997年のオールスター戦で、催眠術で眠っているマツイにホームラン級の当たりを打たれたことがある。
背番号は60。
ぶりとー（バーナード・ブリトー）
外国人外野手。1995年 - 1996年の2年間在籍した。
乱闘の間に日ハム代表の暴れん坊として、登場していたことがある。
背番号は42。

### 千葉ロッテモリーンズ
イラブ（伊良部秀輝）
エース。地味な球団に置いて、唯一目立っていたキャラクターだった。
1996年、ヒロオカGM（広岡達朗）と対立して1997年、ニューヨーク・ヨンキースへ移籍。
その後は数々の球団を渡り歩き、2003年に板神へ移籍した。
ヨンキース入団の決まった後は、同じ大リーガーのノモとの競演が多くなっている。
1997年、ヨンキース入りが決まったにもかかわらず、強引に引き抜かれ、カイアンツに入団したことがある。
1997年オフ、ノモとともにノムラが和尚の「いぼ寺」に弟子入りしたことがある。しかしあまりの修行の厳しさで激やせして、容姿が誰だかわからないぐらいに変わってしまっていた。
イラブ・クラゲという異名を持っている。クラゲの着ぐるみを着た姿で登場したことがある。
乱闘の間にロッテ代表の暴れん坊として、登場したことがある。
1995年のオールスターで、美少女戦士セーラーミューン（美少女戦士セーラームーン）のコスプレに着替え、ノーパン状態のマツイに性器を見せられたことがある。
いぼ寺の回が最後となり、漫画では5年間姿を消していた。
背番号は18（登場時） → 35（1997年） → 14（2000年） → 45（2002年）  → 41（2003年以降）。
クロキ（黒木知宏）
イラブ退団後のエース。1995年入団。
2001年のオールスターで初登場。しかし実際の黒木はその試合を境に原因不明の肩痛で長い二軍生活を送ることになり、漫画でも出て来なくなった。
背番号は54。
ハツシバ（初芝清）
内野手。セリフはないが、群集シーンでの登場は多い。眼鏡を掛けている。
背番号は6。

### その他野球関係者
ロソーダ監督（トミー・ラソーダ）
ドシャースの監督。スキンシップを好む。ノモが活躍した1995年ごろに多く登場していた。
背番号は2。
ばりー・ぼんず（バリー・ボンズ）
サンフランシスコ・カイアンツの主砲。ホームランの世界記録を持っているスーパースター。
コーラを自分たちのパワー源にしている。納豆を気持ち悪いという理由から嫌っている。
2002年の日米野球で、マツイと相撲対決をしたことがある（結果はマツイの勝ちで、決まり手は吹き出し）。
背番号は25。
オータガキ監督（大田垣耕造）
シドニーオリンピック野球日本代表監督。
特別参加で日本代表に加わったマツイに強く言えず、やりたい放題にわがままを押し通された。
背番号は30。
ヨシクニコミッショナー（吉國一郎）
前コミッショナー。1998年退任。
1996年、オールスターのファン投票で不正行為を行ったマツイたちにペナルティを与えることを発表するシーンで1回だけ登場した。
ベロベロベースボールで、1回だけ登場している。
カワシマコミッショナー（川島廣守）
1998年就任したコミッショナー。動物に変身したカイアンツナインをプロ球団として認めないと宣言した。
カワイ（河合じゅんじ）
マツイくんの作者。前作に比べると出番が減っている。髪形がスキンヘッドに変わっている。
一度、家族全員（妻・娘・息子）がこの漫画にゲストで登場したことがある。

### 主要人物の親族
ノムラサチヨ（野村沙知代）
ノムラ監督の夫人。愛称サッチー。
当初は無表情の怖いオバサンだった。茶目っ気な一面を出すようになって性格が変わって、終盤は陽気なオバサンになっていた。
ヤグルト時代に比べると、板神時代は登場回数が増えている。
息子のかつのりに甘く、息子が寝る前にはよく絵本を読んであげている。
年齢の割に妙な色気を出す癖を持っており、家ではバニーガールの衣装を普段着にしている。
一度、クワタにものまねをされたことがあった（後に本人が登場し、クワタをハンマーでどついている）。
板神時代、カワジリのリリーフとして、板神の投手になって、マウンドに上がったことがある。
キヨハラの結婚披露宴ではノムラの手品で豚の丸焼きに扮装をした姿で登場。花嫁の急病に伴い、代理花嫁になったマツイにかみつかれてしまった。
キヨハラが板神の一員になった時は、（七夕の時期だったため）織姫に扮装をしてキヨハラを応援していた。しかしキヨハラに「あっちいけ!」と言われ、蹴っ飛ばされてしまった。
ノムラの悪事に2回ほど参加している。1度目はオチアイ夫人と、2度目は息子のかつのりと3人でマツイたちを陥れた。
現実の沙知代が2001年オフに脱税で逮捕され、その影響で漫画での出番がなくなった。
背番号は100。
かつのり（野村克則）
ノムラ監督の息子。現板神の捕手。
詳細はヤグルトスパローズを参照。
オチアイノブコ（落合信子）
オチアイの夫人。オチアイが最も恐れている存在。前作から引き続いて登場しているキャラクターの一人。
前作同様、漫画内でオチアイに対し、恐妻っぷりを見せつけている。
タイエーの選手の人質にされた際、夫から「いいよ。今度は若い奥さんもらうから！」とあっさり見捨てられる（しかし「この薄情者！」と頭から血が出るほど噛み付く）。
1997年、夫が退団に追い込まれたその恨みで、カイアンツのキャンプ前リフレッシュ旅行の邪魔を企んだノムラに協力した。ノムラサチヨとコンビを組んだ。
ナガシマと出会った際、ナガシマに向けて、「ウチのとーちゃん、いつまたクビになるかわからないからねぇ」と皮肉を言っていた。
連載開始当初は頻繁に登場していたが、次第に登場しなくなる。ノムラの悪事に参加して久々の再登場を果たした、それを最後に、以降はまったく登場していない。
オチアイフクシ（落合福嗣）
オチアイの一人息子。コジラVSゴジラの映画撮影で、ノブコとともに特別出演で登場した。
ナガシマカズシゲ（長嶋一茂）
ナガシマ監督の息子。1996年、現役引退後はスポーツキャスターに転身。
詳細はトレード組を参照。
ナガシマミナ（長島三奈）
ナガシマ監督の娘。てれびアサヒ（テレビ朝日）所属のスポーツキャスター。この漫画に登場した数少ない若い女性キャラクターの一人。
「でーぶのお宅拝見」という番組で1回だけ登場。父に似て目立ちたがりな性格である。
マツイマサオ（松井昌雄）
マツイの父。クワタが師匠と仰ぎ、尊敬するほどの天才的発明家。顔はマツイにそっくりだが、性格は穏やか。
マツイにそっくりなアンドロイドを作り、マツイのアメリカに行く餞別用に巨大なUFOを開発した。
マツイの27歳の誕生日に東京ドームに妻、親戚一同と共に駆けつけて、ベンチ内で誕生パーティーを開催した。初登場時と違い、2回目の登場では髭を生やしている。
マツイサエコ（松井さえ子）
マツイの母。マツイを溺愛している。性格はお茶目でチアリーダーの衣装を気に入っている。年齢を考えず、その格好でマツイを応援している。
マツイにそっくりな顔立ちで、実際の人物とは全然似ていない。漫画での彼女はオリジナルと呼んでも過言ではない存在である。
おるが・ぺたじーに（オルガ・ペタジーニ）
ろべると・ぺたじーにの妻。現実同様、夫と25歳年齢が離れている。夫婦仲はアツアツ。

### 芸能関係者
アムロナミエ（安室奈美恵）
歌手。この漫画で活躍した数少ない若い女性キャラの一人。
1996年のオールスターのゲスト。特別参加でファミリーズに加わり、セパ連合軍との試合で先発投手を務めた。
打者のタイミングを狂わせるスローボールを得意としている。いちろう、アキヤマ、ヤマモトを三者連続三振に仕留める、大活躍だった。
1996年のオールスターでファミリーズの面々はマツイがアムロの格好、ナガシマ、ノムラ両親子がすーぱーもんきぃず（SUPER MONKEY'S）の格好に着替え、周囲を驚かせていた。
ギャルっぽい感じに性格が変えられている。ノムラに対し、色仕掛けで迫って、ファミリーズの先発投手の座をクワタから奪い取ってしまった。
すまっぷ（SMAP）
アイドルグループ。アムロとともに登場した1996年のオールスターのゲスト。特別参加でファミリーズに加わり、セパ連合軍との試合で外野を守っていた。
5人1組でキヨハラの本塁打級の球を捕るという、プロ顔負けの大活躍だった。
クワタはキムタク（木村拓哉）に変装（着け鼻を付けただけの、無理がある変装）。その際、猫踏んじゃったをピアノで演奏していた。
タムラマサカズ（田村正和）
俳優。漫画内では役名のフルハタニンザブロー（古畑任三郎）名義で登場した。
リリーフ養成道場で頭脳の間を担当していたノムラが気を失ったために、代わりに登場したゲストである。
マイペースな性格で、マツイすらも唖然とさせるほどであった。
イッコク堂（いっこく堂）
マツイが憧れている腹話術師。クワタの話の中で1回だけ登場。
マツイは彼の腹話術に対抗するために、尻で会話をするケツ話術を編み出した。
フカダキョーコ（深田恭子）
フジワラノリカ（藤原紀香）
女優。1999年のオールスター大運動会に登場。選手と二人三脚が出来るアイドルとして、登場していた。

### サッカー日本代表関係者
オカダ監督（岡田武史）
前サッカー日本代表監督。眼鏡・ジャージが特徴。漫画では、出番がほんの少しだった。
クワタは彼にそっくりに変装をしたことがある。
とるしえ監督（フィリップ・トルシエ）
1998年就任したサッカー日本代表監督。
非常に豪快でお茶目な性格。熱血漢であり、かなり怒りっぽい短気な所がある。
2002年のワールドカップに備え、マツイを日本の秘密兵器に使うために東京ドームにスカウトに訪れたことがある。
マツイのせいで2度も災難に遭っている。
元々は読みきり漫画「とるしえだっ!」の主人公として登場していた。
ナカタ（中田英寿）
日本代表の中心選手の一人。性格はクール。ポーカーフェイスを気取っている。愛称は「ヒデ」。
キヨハラは彼に変装をしたことがある（ただ髪の色を染めただけで、全然変装になっていなかった）。
6巻と8巻の登場した間の中で、似顔絵が変わっている。
ナカムラシュンスケ（中村俊輔）
日本代表の中心選手の一人。くせっ毛のひどい個性的な髪型が特徴。何かとセリフが多いキャラクターである。
オノ（小野伸二）
タカハラ（高原直泰）
坊主頭が特徴。クワタにてるてる坊主にされて、縄で吊るされたことがある。
ヤナギサワ（柳沢敦）
さんとす（三都主アレサンドロ）
群集シーンに登場していたモブ。
オカノ（岡野雅行）
通称：野人オカノ。マツイが彼に変装をしたことがある。ナガシマいわく、「髪型だけしか似ていない」。出番はほんの少しだった。
じだん（ジネディーヌ・ジダン）
フランスのスーパースター。2002年のワールドカップに特別参加したマツイに頭にかじりつかれる。

### 柔道関係者
タムラリョーコ（谷亮子）
通称ヤワラちゃん。ピンクのカラーゴムで髪を縛っている女子柔道のスーパーアイドル。
マツイは彼女に影響されて、ピンクのカラーゴムで髪型を真似たことがある。
前作の『かっとばせ!キヨハラくん』に登場していた。また次回作の『モリモリッ!ばんちょー!!キヨハラくん』にも登場している。
ヒカゲコーチ（日蔭暢年）
シドニーオリンピック全日本女子柔道強化コーチ。
漫画では1回だけ登場している。ヤワラの影響を受けたマツイに柔道技をかけられ、投げ飛ばされてしまう。

### 架空のキャラクター

#### 人間
ハヤシキクジロウ
1998年、ヤグルトに入団した85歳の老人。腰が曲がってよぼよぼだが野球の実力は確かである。
正体はノムラ監督に誘拐されて催眠術を掛けられたタカハシヨシノブだった。
好物はおはぎ。
背番号は85。
モンスター・コング
1997年、カイアンツに入団した外国人バッター。身長2m50cm、体重180kg。
巨大バットを余裕で振り回すことが出来る。人間離れしたパワーを持った文字通り、モンスター級の外国人。
ポジションはファースト。キヨハラからスタメンの座を奪い取ってしまう。
背番号は555。
スズキハルエ
48歳主婦。1999年のオールスター大運動会に登場。アイドルに紛れて込んでいた普通のおばちゃん。マツイが気に入ってしまう。
マツイがクワタ、キヨハラ、ヨシノブとナガシマ監督から逃げようとする際に、マツイについて来ていた。
関西弁で話している。
レストラン・RYUGUJOの主人
本名不明。アメリカにいるノムラの知り合い。いつもタコを頭に乗せている。
ノムラとの謀略でマツイ、クワタ、キヨハラを4年間自分の店でただ働きさせることを企んだが、泥酔したマツイの暴走で店を目茶苦茶にされたため、3人をノムラの元へ送り返した。
従業員の扱いが非常に荒く、機関銃で強制的に従わせようとする。
タカハシ警備隊
タカハシヨシノブの護衛・身の回りの世話を主な仕事にしている。メンバーは全部で4人いる。
隊長はナガシマ監督。メンバーは全員ヨシノブを「ぼっちゃん」と呼び、敬っている。
ヨシノブのいる所、神出鬼没に現れる傾向がある。
ヨシノブの成長と共に段々登場回数が減っていき、いつの間にか存在自体がなかったことにされた感がある。
極悪高校の球児
1996年の甲子園に特別参加したカイアンツの初戦で戦った相手。プロを相手に8対0に追い詰めるほどの実力を持つ。
カイアンツとの試合では、大乱闘に発展する大騒ぎとなった。カイアンツのインチキが乱闘のきっかけだったため、後日カイアンツは罰としてナイン全員が丸坊主にされた。
球児全員が高校生と思えないぐらい老けている。大人以上に背の高い大男ばかりが揃っている。
名前のわかっている選手は2人いる（3番打者鬼塚、4番打者仁王）。

#### 動物
ゴリロー
野球が得意のゴリラ。アフリカから日本にワタナベオーナーが連れてきた。強引にカイアンツに入団させた。
投げれば球速200km/h、打てば飛距離500mの実力を持っている。
2000年の開幕戦でデビュー。しかし結局人間社会に溶け込めず、試合途中に抱き着いたキヨハラを引き離そうとされ、暴れ出してカイアンツをクビになる（試合はカイアンツの反則負けになる）。
女性好きで、チアガール役としてぷっちもに（プッチモニ）のイメージの女装をしたキヨハラを一目で気に入り、アフリカに連れて帰ってしまった。
背番号は500。
ヒヒゾー
人間の言葉を話すマントヒヒ。ゴリローの通訳を担当しており、アフリカではゴリローをはじめとするゴリラ達をまとめる長老のような役も担っている。本人いわく、長年生きたためにこの能力が身についたらしい。
山田
ノモの牛。牛と思えないほどに野球センスが抜群。
凶暴な性格。マツイに噛みつかれても、頑丈な体ととてつもないパワーを持っている。
ゲストキャラクターにしては珍しく、2話連続で登場した。当初はクワタの作った新球団プリティーズの控えとして登場。その後オーナーにスカウトされ、カイアンツに入団することになった。
マツイの歯をボロボロにし、後日太ったマツイに数回分けて使うやせ薬に自身の尿を仕込ませて、下痢をさせたこともある。結果マツイはこの牛に散々な目に遭わされている。以降は登場していない。
背番号は100。
ジュリアン、ステファニー、ストロベリー
ノモが彼女と呼び、かわいがっているメス牛。他にもジョセフィーヌやキャサリン等といったメス牛達も可愛がっているが、ほとんどがマツイに食い殺される運命になっている。
ジュリアンはマツイにステーキにされて食い殺され、ストロベリーはカレーのだしとして煮込まれてしまった。
ステファニーも危うくマツイに食い殺されそうになったが、辛うじて生き延びた。
モーちゃん1号
マツイを四番から下ろすために、クワタの作った超合金製の牛。非常に大人しい性格だが、頑丈な体を持つ。
マツイには普通の牛に見えたためかじりついたのだが、あまりにも頑丈なため、歯が折れてしまった。マツイはその後も、殴る蹴るなどしたが、まったくかなわず全身を複雑骨折した。
ピーちゃん
クドーが飼っているアヒル。キヨハラにオシッコをひっかけるほど性格が悪い（キヨハラもクドー以上にピーちゃんを激しく恨んでおり、キヨハラから双方に対する復讐を依頼されたノムラも思わずドン引きしたほど）。
キヨハラのクドーに対する復讐に利用されてしまい、マツイが食い殺す現場を見せ、クドーに精神的ショックを与えた（実は食ったように見せただけで、その後はクドーの元に帰らず、そのままマツイと一緒にいた。さらにはクドーはコギャルに変装したクワタを殴るところを写真に撮られてしまい、苦情や抗議の電話が殺到するなど散々な目にあった。本人はピーちゃんが死んだ（と思った）ショックで聞いてなかった）。
パオタロウ
クワタ主催のサーカスに登場した象。
マツイが調教役で登場した。しかし、この当初のマツイは大人しい性格だったために言うことを聞かせられず、逆にマツイがパオタロウに調教されるはめになった。

#### ロボット
チャッピー
クワタが開発したパソコンロボット。性能は優れているが、人格に問題あり。
命令されることを嫌い、相手のデータ分析は自分の気分次第という非常に自己中心的な性格。気に入らないことがあれば暴力を振るい、かなり口が悪い。
マウスが両側についており、手のような役割を果たしている。
データ分析には相手の様々なデータを集めてくる必要がある。
自分の打席に「代打ヨシムラ」という答えを出され、憤慨したキヨハラに破壊されてしまう。
メカマツ
ノムラ監督が開発したマツイ型ロボット。本人同様頭は悪い。力を入れる時は「アイアムナンバーワン!!」と叫ぶ。
首を自由自在に伸ばしてホームラン級の打球を口でキャッチ。そのまま飲み込んで、尻から矢のような返球で返し、タッチアップのランナーを刺すという荒技を見せる。
股間からバットを出す。リモコン操作でバットが上下に動き、相手投手の笑いを誘う。
投手としては、180km/hの豪速球を投げる。
マツイが誤って投げたバットが脳天に直撃し、破壊され、暴れてしまう。
背番号は55。
ヒデキくん
マツイの父・マサオが開発したマツイにそっくりな孝行ロボット。メカマツと違い、本物と見分けが付かないくらい、瓜二つな外見。
本物のマツイ同様に、とてつもないパワーを持っている。足からジェット噴射を出して、空を飛び、ホームラン級の打球を取ることができる。
通常はマツイの父の命令しか聞かないようになっている。牛を一頭食わせることで、他人の命令も聞くようになる（牛を食べた後は牛肉のスライスになっている）。
ヒデキくんの試合での活躍をねたんだキヨハラとクワタに破壊されてしまう。

#### 宇宙人
マツイジュニア
光る竹から生まれた宇宙人。本名は「サダキチ」。
とても礼儀正しく、素直な性格。マツイになつくが、それ以外の人物には凶暴な姿に変身する。マツイはかぐや姫と誤解し、成長したらタケノコご飯にして食べようと考えて育てていた。しかし成長すると、明らかな宇宙人の姿になり、かぐや姫ですらないとわかると、腹いせにスパルタで野球の特訓をさせたらうまくなった。
元は地球侵略のために送り込まれた宇宙人だった。最終的に両親と共に宇宙へ帰ろうとするが、マツイの打球でUFOが破壊されたために、両親はファーストフード店でアルバイトをしながら暮らすようになった。ジュニアは最終的に宇宙人であることで野球選手として認められず、応援する立場に回った。
背番号は000。
ガッピー星人
ガッピー星出身の侵略宇宙人。敵に吸いついてその能力をコピーすることができる。吸いつかれた者は干からびてしまう。
強い相手でも集団で襲いかかる戦法を取る。99個の星を侵略したという実績を持つ。
オールスター戦に現れ、選手全員の能力を吸い取ってしまった。しかしマツイ相手にはかなわず、マツイをボスと称え、慕うようになった。
全員同じ顔をしているが、リーダーのガッピー星人はヒゲを生やしている。
「○ってハッピ〜。僕たちガッピ〜!!」という決めゼリフを持っている。
最終回のゲストに登場。ガッピー音頭を披露して、メジャーへ旅立つマツイにエールを送った。
ギロロン大王
ギロロン星出身の宇宙人。ガッピー星人の被害者。99番目に侵略された。

#### 怪獣
ヨジラ
ゴジラのいとこに当たる怪獣。メス。
4時から5時の間しか暴れない。時計で5時が来たことを確認すると、何事もなかったかのように去っていく。最終的にデカデーカを飲んだマツイと恋に落ち、仲良くアメリカに旅立った。
クワタの紹介によれば、ロクジラ、シチジラ、ハチジラといったものも存在するらしい。
ハンギョーズ
マツイ、クワタ、キヨハラが海で偶然出会った半魚人の野球チーム。
半魚人同士の野球試合にメンバーが3人足りなかったため、マツイたちを誘った。彼らの野球ではボールのかわりにさまざまな海中生物を代用している。
眼鏡をかけた半魚人は「アトランティカ漁業大学」をトップで卒業した学歴があり、そのため日本語を話すことができる。
人間にキスをすると、その人は海中でも息ができるようになる。
ハンギョジンタイガンス
ハンギョーズの相手チームとして登場した半魚人の野球チーム。
リーダーは大の板神ファンであり、容姿から性格までホシノ監督にそっくり。チーム名も板神タイガンスが由来しており、板神と同じユニフォームを着ている。

#### その他
幽霊軍団
東京ドームに住み着いているカイアンツファンの幽霊集団。クワタと仲がいい。
カイアンツファンと言っているが、実際はカイアンツが負けるように試合の邪魔をしている。カイアンツと試合して、チームを乗っ取ってしまおうと企んだ。
マツイが掃除機を利用して、全員体に吸い込んだが、結局うまく行かず、全員体から出て来てしまった。
天国の住人
落雷に打たれ、死亡したマツイ、キヨハラ、クワタたちが天国に行った時に会った人だが、簡単に地獄行きだと言われてしまう。天国の住人とは思えないほどのガラの悪い人たちだった。
エンマ大王
落雷に打たれ、死亡したマツイ、キヨハラ、クワタが地獄で出くわした地獄を治める長。
関西弁を話す陽気なおやじというキャラクターを演じている。死んだ人間を油断させ太らせた後に、風呂と偽り煮込んで食べることを楽しみにしている。
マツイの出すおならに火が引火してしまい、地獄をめちゃくちゃにされたことで、3人を地獄から追い出してしまい、生き返らせてしまった。
ホームランの神様
ホームラン神社の神。クワタの知り合い。手のひらサイズの体型で、宙を浮いている。願いごとをした者以外に姿は見えない。ものすごい大食い。
時間を止める能力でどんなバッターにもホームランを打たせ、また魔のウンコを頭に乗っけることで、ホームランを打てない体にさせることもできる。
キヨハラに4打席連続ホームランを打たせた。
マツイやエトーを、魔のウンコの力でホームランを打てない体にさせようとした。しかしマツイにはまったく効かなかった。
お地蔵さん
雪山での自主トレ中にマツイ、キヨハラ、クワタ、ヨシノブが遭遇した生きてしゃべる謎の地蔵軍団。
キヨハラ、クワタのお供え（キヨハラは着用している帽子、衣服、残ったメンバーにはサインの落書き、クワタはバナナを頭に乗せてちょんまげ風にした）が納得できるものではなかったため、4人の食料をたかり、4人が滞在していた山小屋を乗っ取った。
ヨシノブに至っては正しいお参りをし、直後に厚手のコートをかけられたにも関わらず、キヨハラにコートを奪われ、お地蔵さんの巻き添えを食らっている。
地蔵と思えないぐらいガラが悪い。おまけに酒癖も悪い。
顔が自由自在に動くようになっている。頭を引き抜いての頭突き攻撃は強力。
マツイが完全敗北した。作中、最強と呼べるキャラクター。
最終的に偶然現場に立ち合わせたナガシマ監督にスカウトされ、カイアンツに入団することになる（かわりにマツイたちが地蔵にされてしまう）。
ランプの魔人
お年寄りの魔人。耳が遠いため、まともに願いごとを聞くことができない。マツイを自分の後継者に指名。
ワタナベオーナーが購入した骨董品の中にランプが紛れ込んでいた。
台風ゴロー
台風の目。「日本台風連盟」の関西地区担当。外見はまつ毛付きの目。板神ファンであり、関西弁をしゃべる。
甲四園球場でのカイアンツ優勝を阻止するために球場にいた人間を吹き飛ばすが、マツイには効かず自分の勢力を吸われて倒された。
食物再生友の会
ノムラ監督の胃の中に住み着いているハラの虫の集団。リーダーはノムラにそっくり。
ノムラが食べた物を違う料理にして食べるという生活を送っている。集団で集まると強いが、一人一人は非常に弱い。
バケネコ集団
遠い山奥に住みついているバケネコ。古びた球場にカイアンツナインをおびき寄せ、寄せ鍋にして食べてしまおうと企んだ。
魔力を自在に操るが、全員猫舌。
板神ナインに変身してカイアンツナインをだました。変身時は全員猫背。
マツイをサンマ10匹で仲間に引き入れるも、マツイのマイペースさについていけず、全員普通の猫に戻ってしまう。
雪女
この漫画に登場した中では貴重な若い美人の女性キャラクター。氷の城に住み、雪だるまのコーラス隊を従えている。
雪山合宿へ訪れたマツイ達が偶然遭遇した。寒いしゃれを言う人間を好む。人を凍らせて芸術作品を完成させる。
マツイに惚れた唯一の女性。結婚をするも、氷の城をすべてかき氷にされ、食べられてしまったためにすぐに離婚した。
家の表札は「ゆきおんな」と平仮名で表記されている。